# Saint-Paul-en-Chablais
Vous lisez un « bon article » labellisé en 2010.
Pour les articles homonymes, voir Saint-Paul.
Saint-Paul-en-Chablais est une commune française située dans le département de la Haute-Savoie, en région Auvergne-Rhône-Alpes.
Saint-Paul se situe approximativement au centre du « pays de Gavot », plateau dominant la rive sud du lac Léman, dont il est également la commune la plus peuplée. Après un long déclin démographique amorcé au milieu du XIXe siècle, la tendance s'est inversée à partir des années 1960, notamment grâce au développement du tourisme et à la prospérité de la région lémanique. Au début du XXIe siècle, Saint-Paul reste un village rural, mais est également devenu une commune périurbaine, proche des villes d'Évian-les-Bains et de Thonon-les-Bains. La croissance démographique est forte, et la plus grande partie de la population active travaille en dehors de la commune.

## Géographie

### Situation
La commune se situe dans le département de la Haute-Savoie, au nord des Alpes françaises. Le village est situé à 3,4 kilomètres au sud-est d'Évian-les-Bains à vol d'oiseau, surplombant le lac Léman de 450 m à la mairie et offrant un panorama dégagé sur la rive suisse, aussi appelée « Riviera suisse » ou « Riviera vaudoise », distante d'une quinzaine de kilomètres. Le plateau Gavot dont Saint-Paul occupe approximativement le centre est un pays d'élevage laitier. Les paysages, de type semi-bocager, se composent de prairies, de haies, d'étendues boisées et de zones humides.

#### Communes limitrophes
Thonon-les-Bains est à 11 km à l'ouest à vol d'oiseau, Annecy, préfecture du département, à 65 km au sud-ouest, et Genève à 42 km environ à l'ouest.
| Neuvecelle | Maxilly-sur-Léman      | Lugrin |
| Larringes  | Saint-Paul-en-Chablais | Bernex |
| Vinzier    | Bernex                 | Bernex |

### Géologie et relief
Saint-Paul-en-Chablais est situé dans le massif du Chablais, qui fait partie des Préalpes du Nord.
Le plateau de Gavot, sur lequel s'étend la totalité du territoire de Saint-Paul, est un dépôt morainique constitué d'argiles, de sables et de graviers, abandonné par le glacier du Rhône au fil de ses retraits et avancées successifs. Cette couche épaisse de 300 mètres environ, constituée de matériaux différents, agit comme un filtre sur les eaux d'infiltration. L'eau y circule pendant une quinzaine d'années avant d'apparaître au niveau d'Évian où elle est exploitée par la Société des eaux minérales d'Évian. La commune de Saint-Paul-en-Chablais est ainsi située sur l'impluvium des eaux d'Évian. La couche supérieure imperméable protège l'aquifère et le maintient sous pression. La présence sur le plateau de nombreuses zones humides résulte également de l'activité du glacier du Rhône, et particulièrement de la fonte tardive de gros blocs de glace emprisonnés dans les dépôts morainiques qui ont formé le plateau Gavot.

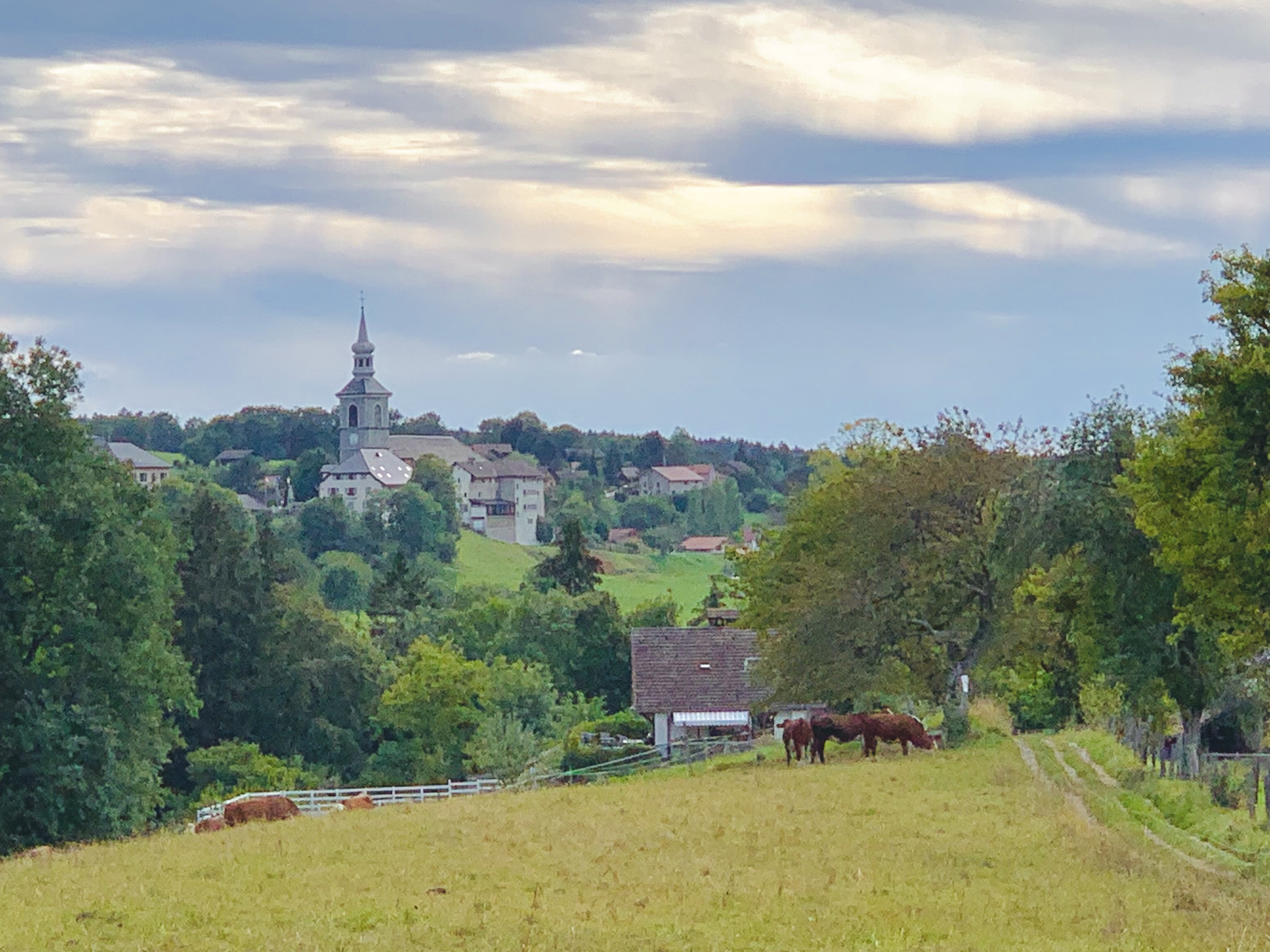
Le bourg de Saint-Paul-en-Chablais vu depuis le chemin communal de Saint-Paul à Coppy, à la lisière de Maxilly-sur-Léman.
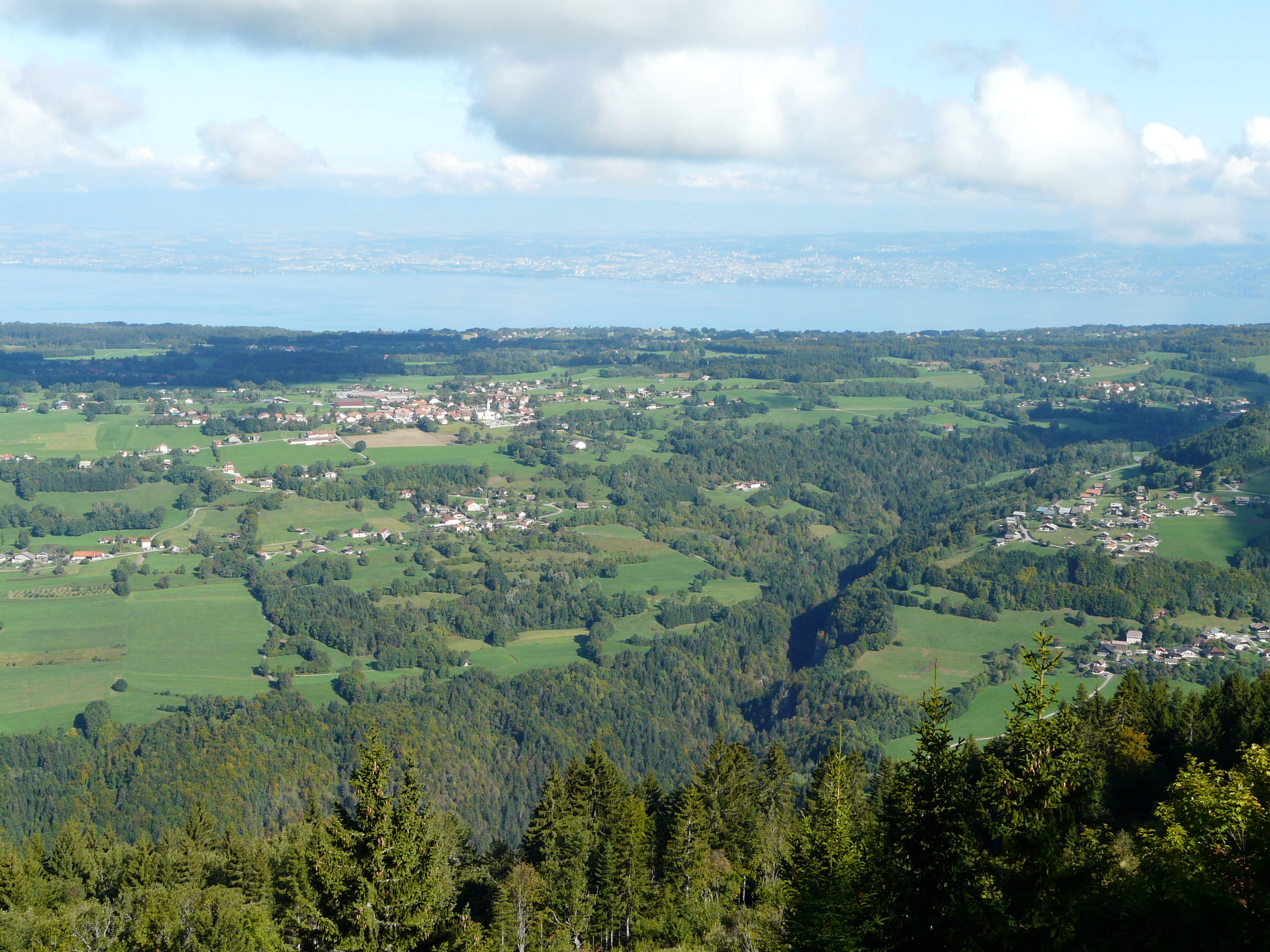
Le pays de Gavot, entaillé par l'Ugine. Le chef-lieu de Saint-Paul, sur le rebord du plateau, n'est pas visible.
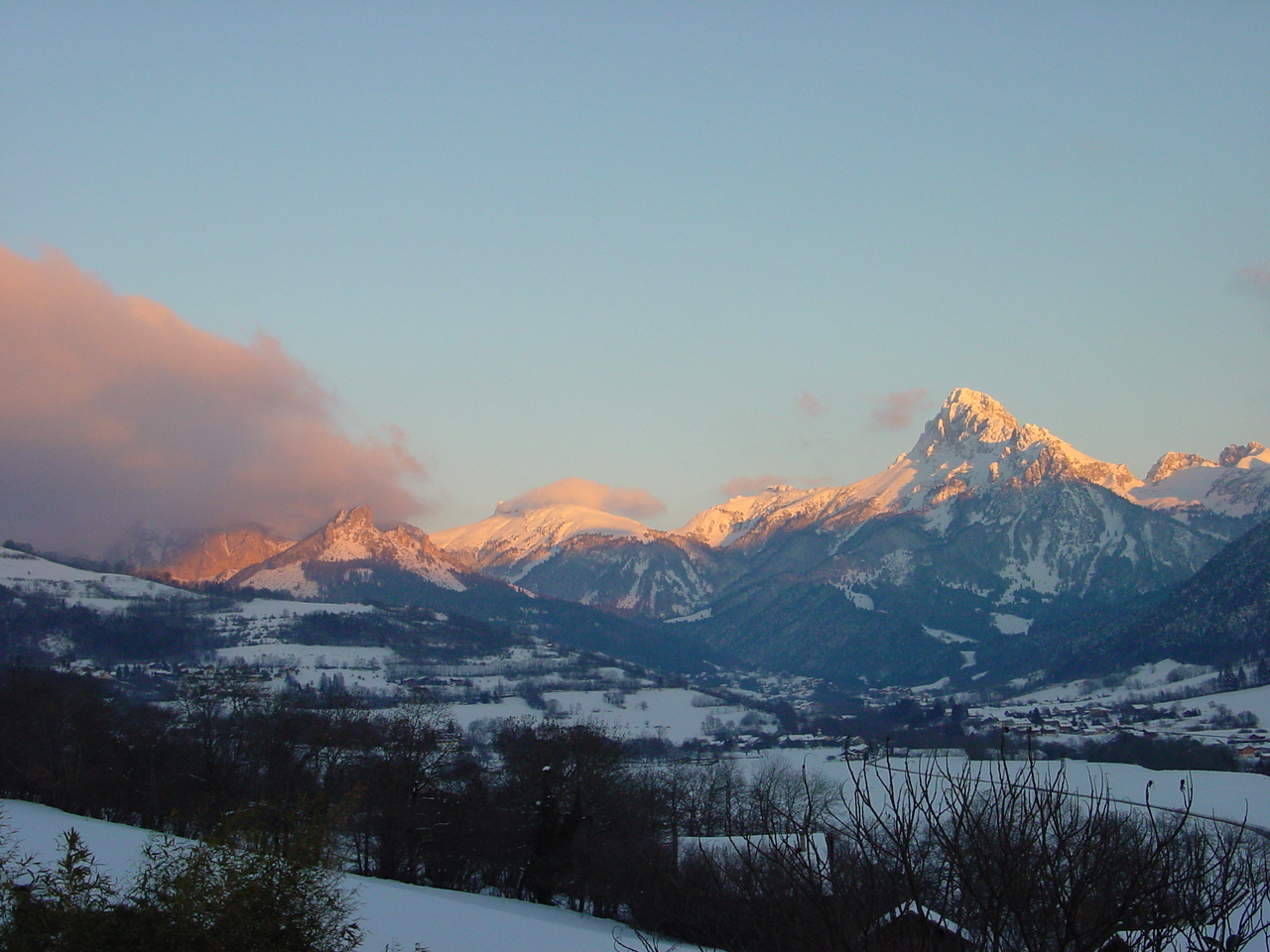
La Dent d'Oche, au sud-est de Saint-Paul, domine le paysage.

### Hydrographie

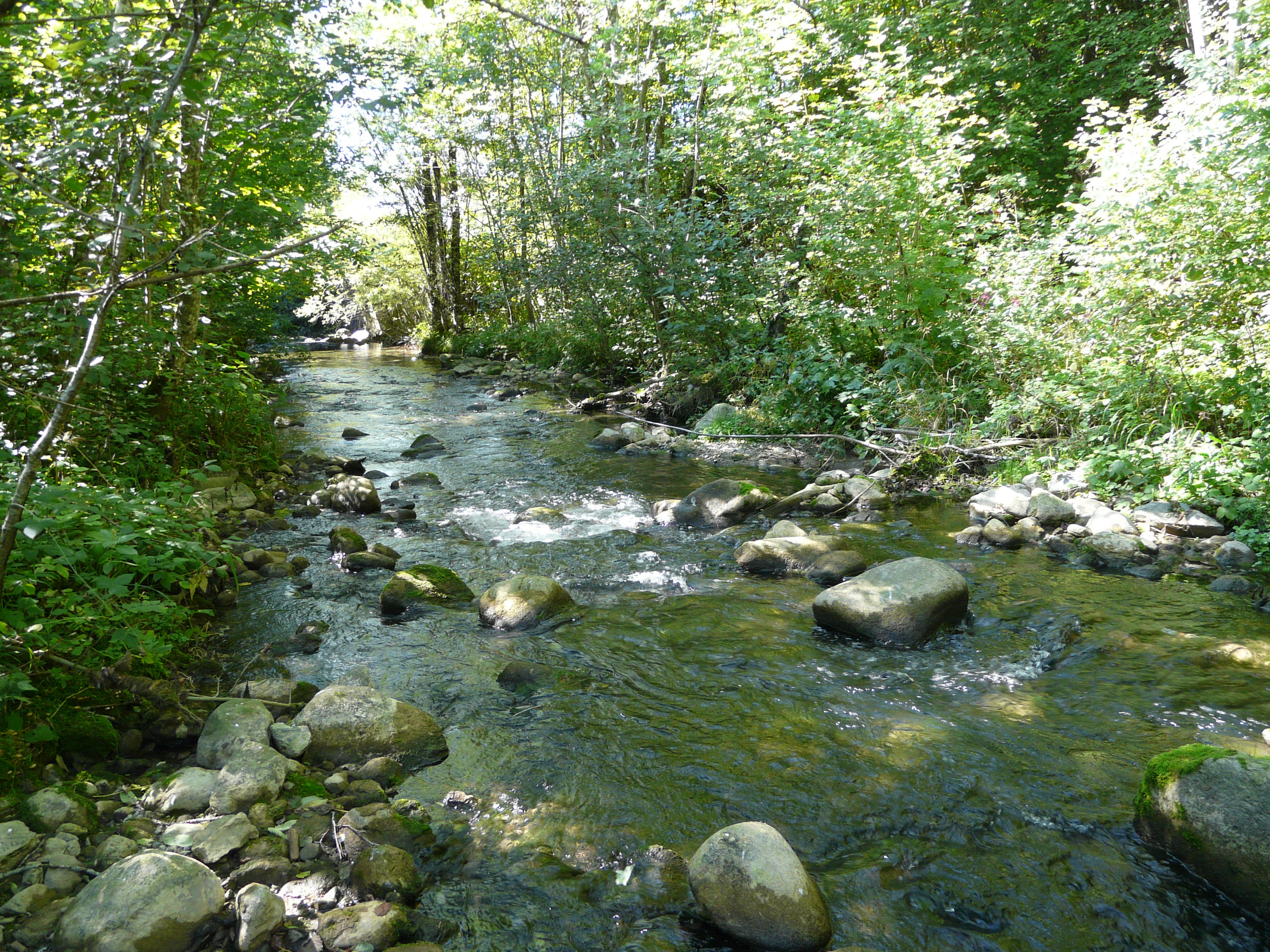
L'Ugine entre Bernex et Saint-Paul.

Saint-Paul-en-Chablais est située dans le bassin versant du lac Léman, qui appartient lui-même au bassin du Rhône.
La commune est délimitée au sud par le cours de l'Ugine, torrent de montagne descendu du massif de la Dent d'Oche. L'Ugine se jette dans la Dranse d'Abondance, laquelle rejoint la Dranse de Morzine qui finit dans la Dranse pour alimenter le lac Léman. Dans la partie sud du territoire communal les eaux de ruissellement coulent vers l'Ugine, et dans la partie nord vers le lac Léman : quelques ruisseaux, comme le ruisseau de Montigny, le ruisseau de Coppy ou celui de Forchez, qui ont leur source sur le territoire de la commune, descendent le plateau en direction du nord pour se jeter directement dans le lac.
Le territoire de la commune comprend en outre de nombreuses zones humides, marais, étangs, prairies tourbeuses et tourbières classés en zone Natura 2000 et Convention de Ramsar.

### Climat

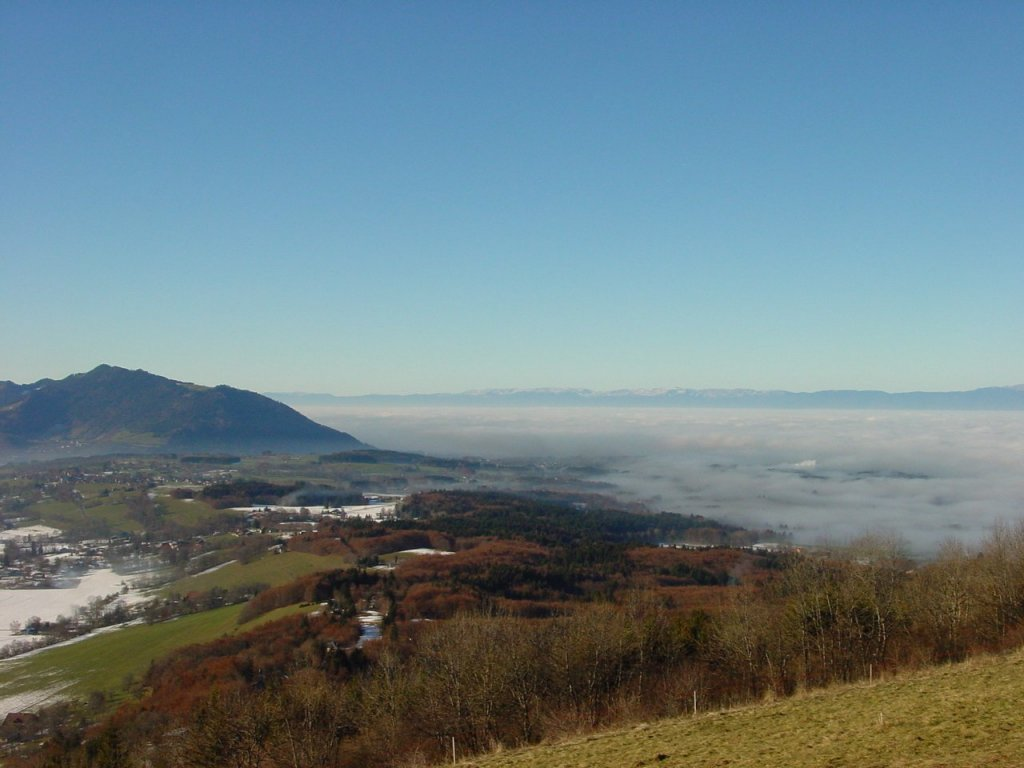
Couche de stratus sur le Léman, février 2004.

Le climat du Chablais est de type tempéré, avec des différences locales qui peuvent être très marquées en fonction de l'altitude, de l'exposition au soleil et aux vents d'ouest, et de l'influence thermique du lac Léman. Alors que le haut Chablais connaît un climat de type montagnard, le climat du bas Chablais est relativement plus doux. Saint-Paul et le pays de Gavot ont des hivers le plus souvent enneigés du fait de l'altitude (700 à 1 000 m) et des étés chauds sans excès. Le printemps est frais, l'automne marqué par des brouillards.
La pluviosité augmente avec l'altitude, elle est de 1 077 mm/an à Larringes, commune voisine de Saint-Paul. L'ensoleillement sur le plateau de Gavot s'établit à environ 1 815 heures par an, avec un maximum en juillet et en août. L'influence thermique du lac Léman se fait sentir surtout jusqu'à une altitude de 500 m environ, et ne concerne donc que marginalement la commune de Saint-Paul.
Deux phénomènes locaux affectent le climat de Saint-Paul : en hiver la bise augmente parfois sensiblement la sensation de froid, d'autant que la commune est située sur le versant sud du lac Léman, donc exposée au nord. En automne surtout, les stratus s'installent pour de longues semaines au-dessus du lac entre 650 et 850 m d'altitude, maintenant une grande partie de la commune dans le brouillard pendant que les massifs montagneux de l'arrière-pays peuvent être ensoleillés.

### Voies de communication et transports

#### Voies routières
Saint-Paul est reliée aux réseaux nationaux français et suisse par des routes départementales : vers l'ouest la route départementale 21 qui aboutit à Neuvecelle mène à Évian-les-Bains et à Thonon-les-Bains ; vers le sud elle mène à Vinzier et au-delà à Abondance et Châtel. La route départementale 52 relie Saint-Paul à Larringes et à Bernex.
Le réseau routier suisse est accessible via les postes-frontières de Saint-Gingolph et du Pas de Morgins près de Châtel.

#### Transports
Saint-Paul est assez médiocrement desservie par trois lignes d'autobus des transports en commun d'Évian-les-Bains (ÉVA'D) : 
- la ligne 121 Thonon-les-Bains - Abondance - Châtel dessert le hameau de Chez Bochet dans le sud de la commune à raison d'une fréquence par jour ;
- la ligne 122 Thonon-les-Bains - Thollon-les-Mémises dessert quatre arrêts à Saint-Paul à raison d'une fréquence par jour ;
- la ligne 124 Thonon-les-Bains - Bernex dessert cinq ou six arrêts à Saint-Paul à raison de deux ou trois fréquences par jour.

La gare SNCF la plus proche est celle d'Évian-les-Bains. À la gare lacustre d'Évian la Compagnie générale de navigation sur le lac Léman assure des liaisons par bateau avec Ouchy (Lausanne).
Les aéroports les plus proches sont ceux de Genève-Cointrin et de Lyon-Saint-Exupéry.

## Urbanisme

### Typologie

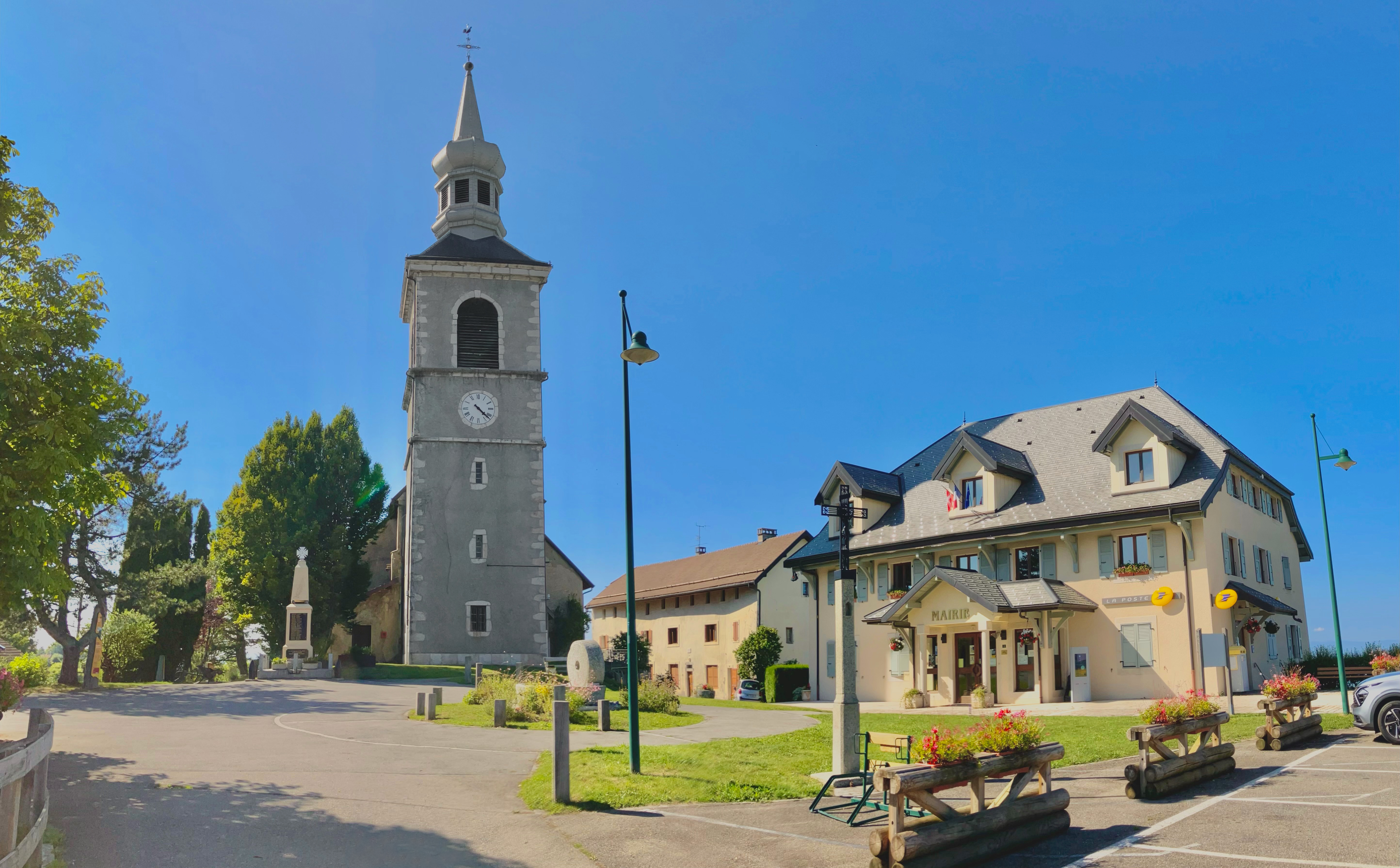
La place de la Mairie, avec le petit calvaire, l’église de la Conversion de Saint-Paul, le monument aux morts, la mairie et la Poste.

Au 1er janvier 2024, Saint-Paul-en-Chablais est catégorisée commune rurale à habitat dispersé, selon la nouvelle grille communale de densité à sept niveaux définie par l'Insee en 2022.
Elle appartient à l'unité urbaine de Saint-Paul-en-Chablais, une agglomération intra-départementale regroupant deux  communes, dont elle est ville-centre,,. Par ailleurs la commune fait partie de l'aire d'attraction de Thonon-les-Bains, dont elle est une commune de la couronne,. Cette aire, qui regroupe 18 communes, est catégorisée dans les aires de 50 000 à moins de 200 000 habitants,.

### Occupation des sols
L'occupation des sols de la commune, telle qu'elle ressort de la base de données européenne d’occupation biophysique des sols Corine Land Cover (CLC), est marquée par l'importance des territoires agricoles (74,4 % en 2018), en augmentation par rapport à 1990 (73,2 %). La répartition détaillée en 2018 est la suivante : 
prairies (65,5 %), forêts (15,4 %), zones agricoles hétérogènes (8,9 %), zones urbanisées (7,7 %), zones humides intérieures (2,4 %).
L'IGN met par ailleurs à disposition un outil en ligne permettant de comparer l’évolution dans le temps de l’occupation des sols de la commune (ou de territoires à des échelles différentes). Plusieurs époques sont accessibles sous forme de cartes ou photos aériennes : la carte de Cassini (XVIIIe siècle), la carte d'état-major (1820-1866) et la période actuelle (1950 à aujourd'hui).

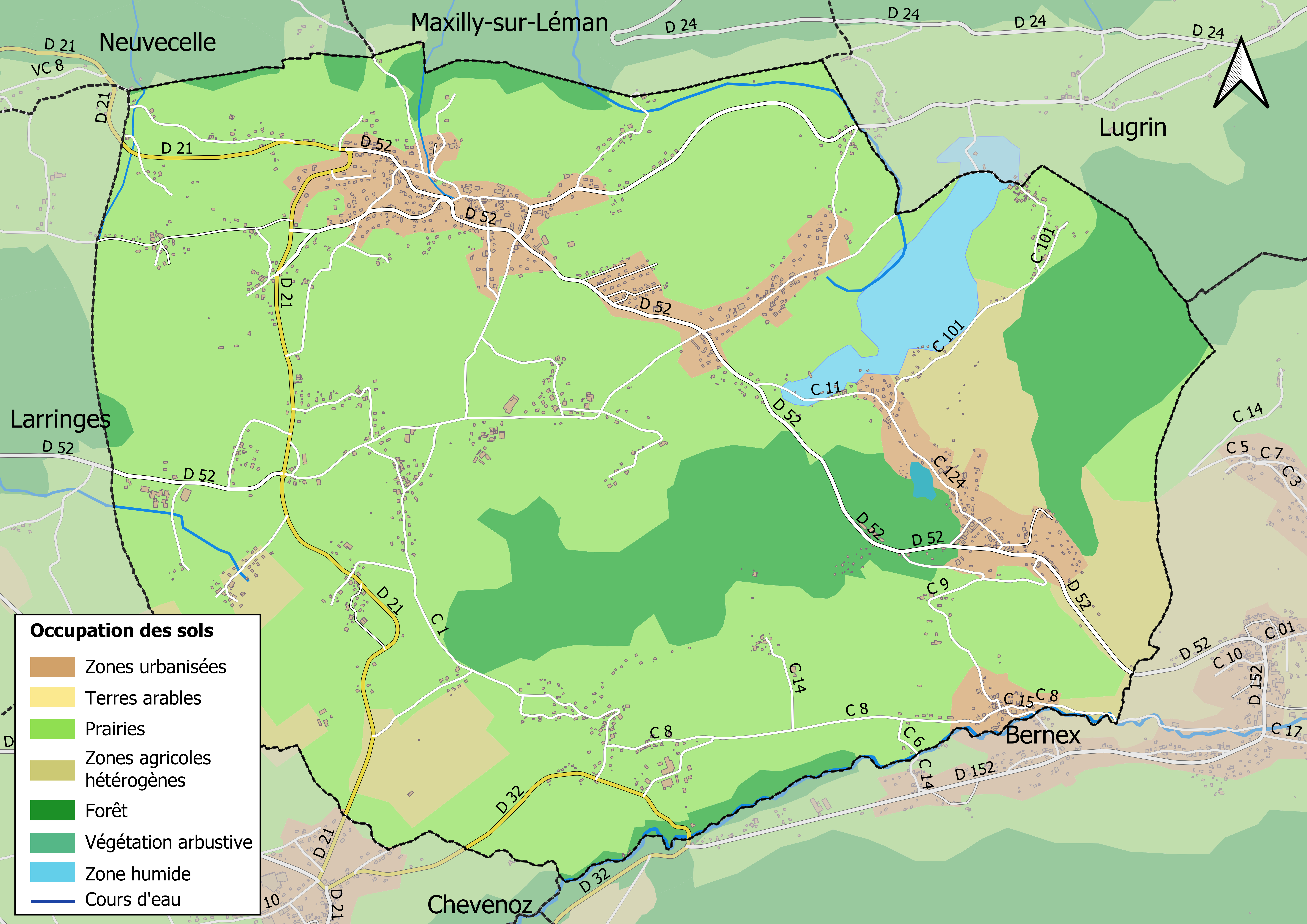
Carte des infrastructures et de l'occupation des sols en 2018 (CLC) de la commune.
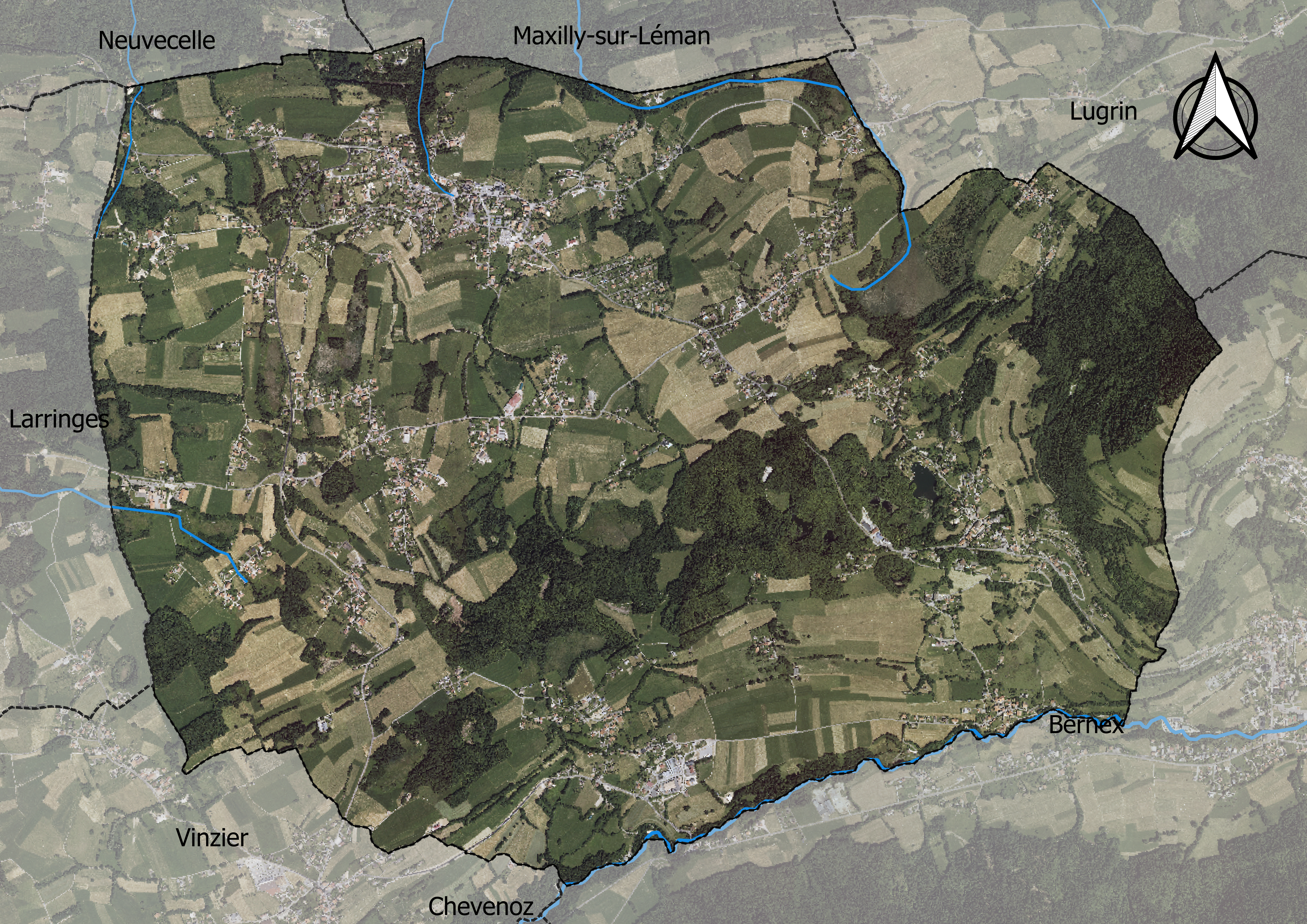
Carte orthophotogrammétrique de la commune.

### Morphologie urbaine
La commune occupe une superficie totale de 1 445 ha, dont 200,4 ha pour l'enveloppe urbanisée en 2004. Saint-Paul est composée d'un bourg principal et de nombreux hameaux et fermes isolées. Les hameaux les plus importants sont ceux de Praubert, la Beunaz - la Gottetaz, les Faverges et Place — Chez Bochet.
Les objectifs du Projet d’Aménagement et de Développement Durable (PADD) présenté en 2009 cherchent à concilier croissance démographique et préservation des espaces naturels et des paysages de la commune. À cette fin le projet urbain prévoit de densifier le chef-lieu et les quartiers qui l'entourent (vers le Four, Dufrenay, Coppy, Poëse, la Cheneau) et de « conforter » les quatre hameaux principaux, en contenant strictement l'urbanisation dans les autres zones habitées.

### Logement

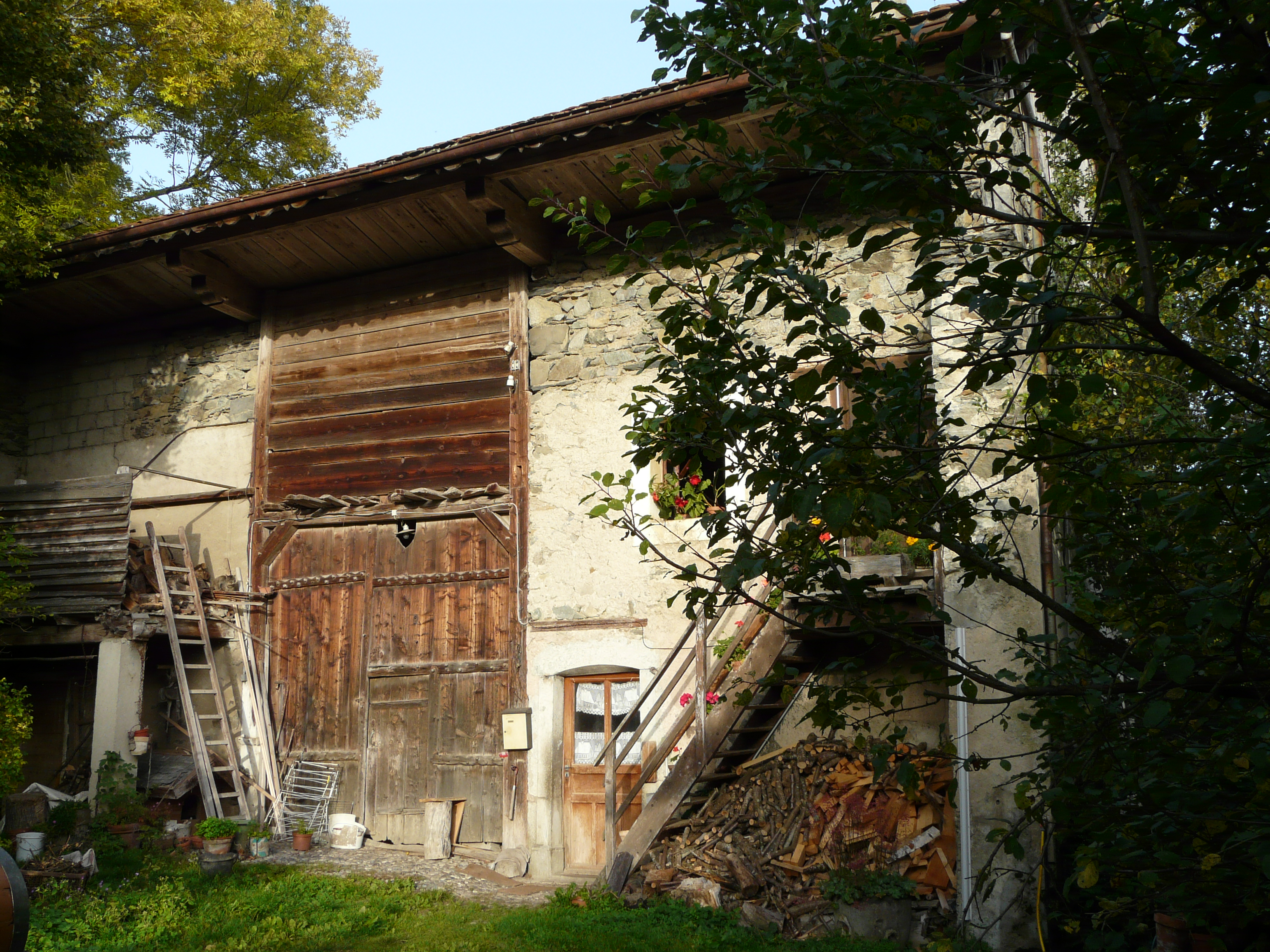
Habitat rural traditionnel.

En 2007, la commune comptait 1 102 logements, soit 148 de plus qu'au précédent recensement de 1999. Le nombre de résidences principales a augmenté dans cette période de 624 à 772, soit près de 25 %, tandis que celui des résidences secondaires diminuait, passant de 282 à 256. Les résidences principales représentaient 70 % de l'ensemble des logements en 2007, comme dans le reste du département. 58,4 % des résidences principales ont été construites après 1974.
En 2007, 76,8 % des résidences principales avaient quatre pièces ou plus, contre 59,4 % dans le département. 97,6 % disposaient d'une salle de bain avec baignoire ou douche, pourcentage similaire à celui du département.

## Toponymie
Il existe une soixantaine de communes en France dont le nom commence par « Saint-Paul ». Le village était autrefois connu sous le nom de Ciriel, il est mentionné comme Prior Sancti Pauli vers 1344, et aussi comme Saint-Paul de Ciriel, Saint-Paul de Ciries et Saint-Paul du lac Léman puis simplement Saint-Paul jusqu'en 1935. À cette date le nom officiel devient Saint-Paul-en-Chablais (décret du 10 janvier 1935),.
Pendant la Révolution française, l'appellation des communes portant le nom d'un saint est modifiée : Saint-Paul devient Bellevue.
Comme ailleurs en Savoie, le nom de plusieurs des hameaux de la commune commence en « Chez » : « Chez Bochet », « Chez Bouchex », « Chez Les Laurent », « Chez Thiollay », « Chez Burquier », etc.. Ce mot vient de l'ancien français chiés, « dans la maison de », déformation du latin casis, ablatif pluriel du mot casa, «[provenant] des maisons ». Ces toponymes datent surtout de la fin du XIVe siècle et du début du XVe siècle.
En francoprovençal, le nom de la commune s'écrit San Pou (graphie de Conflans) ou Sent-Pol (ORB).
Ses habitants sont appelés les Saint-Paulains.

## Histoire

### Antiquité et Moyen Âge

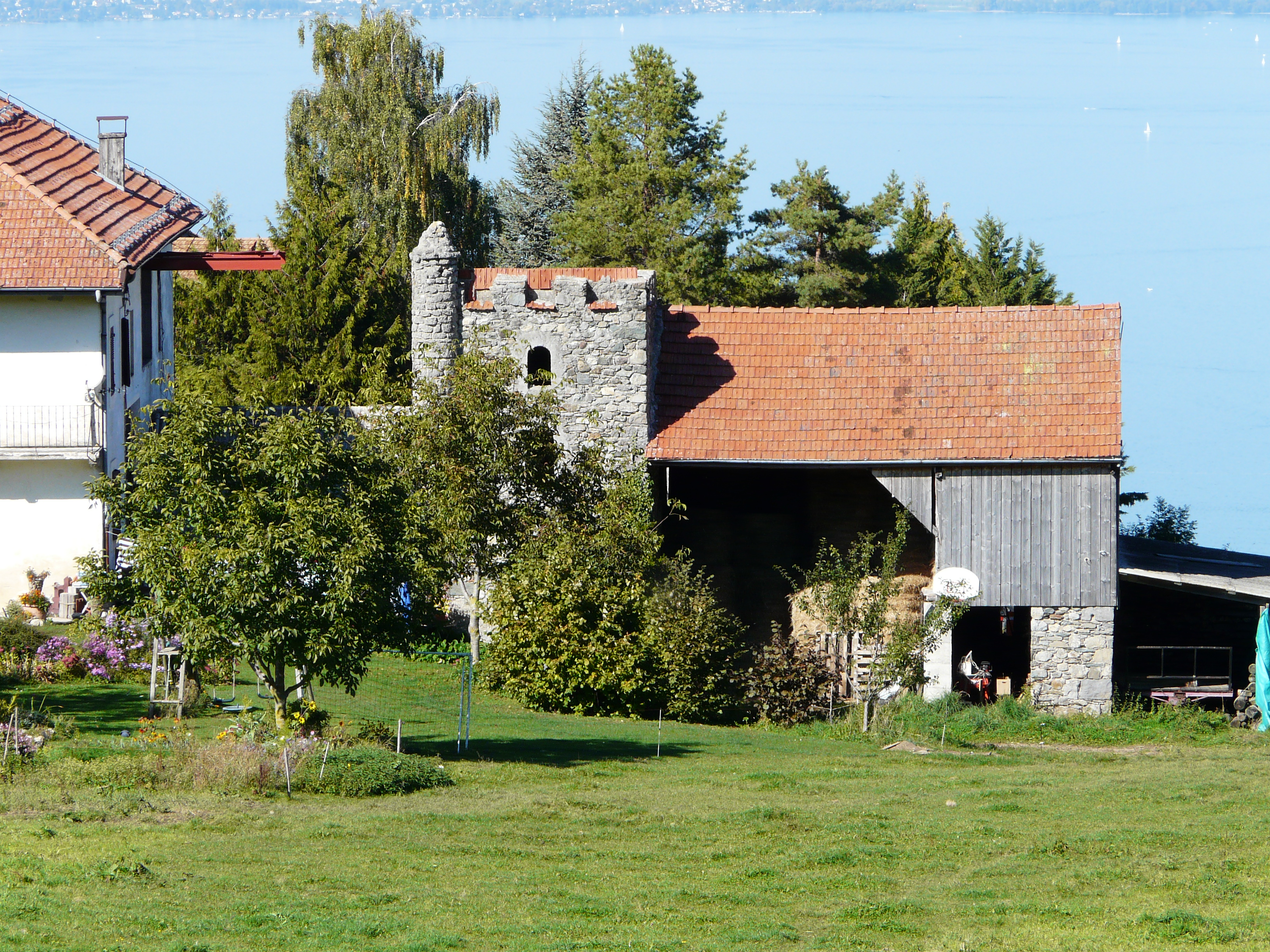
Les pierres de l'ancien château, dont il ne reste que quelques soubassements, ont été réutilisés par une ferme. La tour de château-fort est une construction récente qui sert de pigeonnier.

Avant la conquête romaine le pays auquel appartient Saint-Paul est peuplé par les Allobroges, confédération de peuples gaulois qui sont définitivement soumis par Rome en 62 av. J.-C. La région appartient à la province de Narbonnaise, avec Vienne pour capitale. En 443 le général romain Aetius installe les Burgondes autour du Léman pour résister aux incursions des Alamans. Le royaume fondé par les Burgondes passe ensuite, dès 543, sous la domination des Francs. Durant les siècles suivants la région est soumise aux Mérovingiens puis aux Carolingiens, enfin au royaume de Bourgogne transjurane et de Provence. La découverte en 1875, au lieu-dit Vers le Four, de sépultures datées des VIIe et VIIIe siècles, semble indiquer un peuplement à l'époque mérovingienne. Au partage de l'empire de Charlemagne à Verdun en 843, les pays du Léman sont inclus dans la Lotharingie. À la mort de Rodolphe III, dernier roi de Bourgogne, en 1032, ses possessions passent aux mains de l'empereur germanique Conrad II avec l'aide de son « lieutenant » Humbert aux Blanches Mains qui sera le fondateur de la Maison de Savoie. Dès lors le sort du Chablais sera lié au comté de Savoie jusqu'au rattachement à la France en 1860.
Entre les XIe et XIIIe siècles, les rendements agricoles et la population augmentent. Les défrichements reprennent. À une date inconnue, mais avant 1107, des moines bénédictins viennent bâtir un prieuré. Le village, qui s'appelait « Ciriel », « Cyriel » ou « Cirie », prend le nom de « Saint-Paul sur le lac Léman ».
Au bas Moyen Âge, la famille de Blonay, originaire de la région de Vevey, posséda des fiefs autour du haut lac Léman, sur une partie du Pays de Gavot et de l'actuelle Suisse romande. En 1246, Aymon de Blonay, fils de la dame de Saint-Paul Isabelle de Bex, obtient de son suzerain, Aymon de Faucigny, l'autorisation de construire à Saint-Paul un château et d'y fonder une ville neuve avec un marché, favorisant la venue de population. Toutefois le village ne semble pas avoir pris une grande extension puisque, à la fin du Moyen Âge, il ne comptait que soixante-dix feux. En 1267, les Blonay cèdent les revenus du marché de Saint-Paul au comte Pierre II de Savoie en échange de l'avouerie de Vevey. Les possessions des Blonay sont dans la mouvance de la Maison de Savoie.
Au XIIIe siècle, une rivalité oppose le comte Amédée V de Savoie à la « Grande Dauphine » Béatrice de Faucigny pour la possession du Faucigny. En 1289, Pierre II de Blonay ayant pris le parti de cette dernière, le bailli de Chillon fait préparer et transporter jusqu'à Saint-Paul des boulets de pierre et du matériel de siège. Le château des Blonay, défendu par quatorze hommes, est assiégé par le bailli et quarante hommes. Il se rend au bout de quatorze jours, très endommagé.
Au XVe siècle, le Chablais est mêlé à la guerre qui oppose le duc de Bourgogne Charles le Téméraire auquel est alliée la Savoie, au roi de France Louis XI qui emploie des Valaisans comme mercenaires. En 1476, ceux-ci incendient le château de Saint-Paul.

### Époques moderne et contemporaine

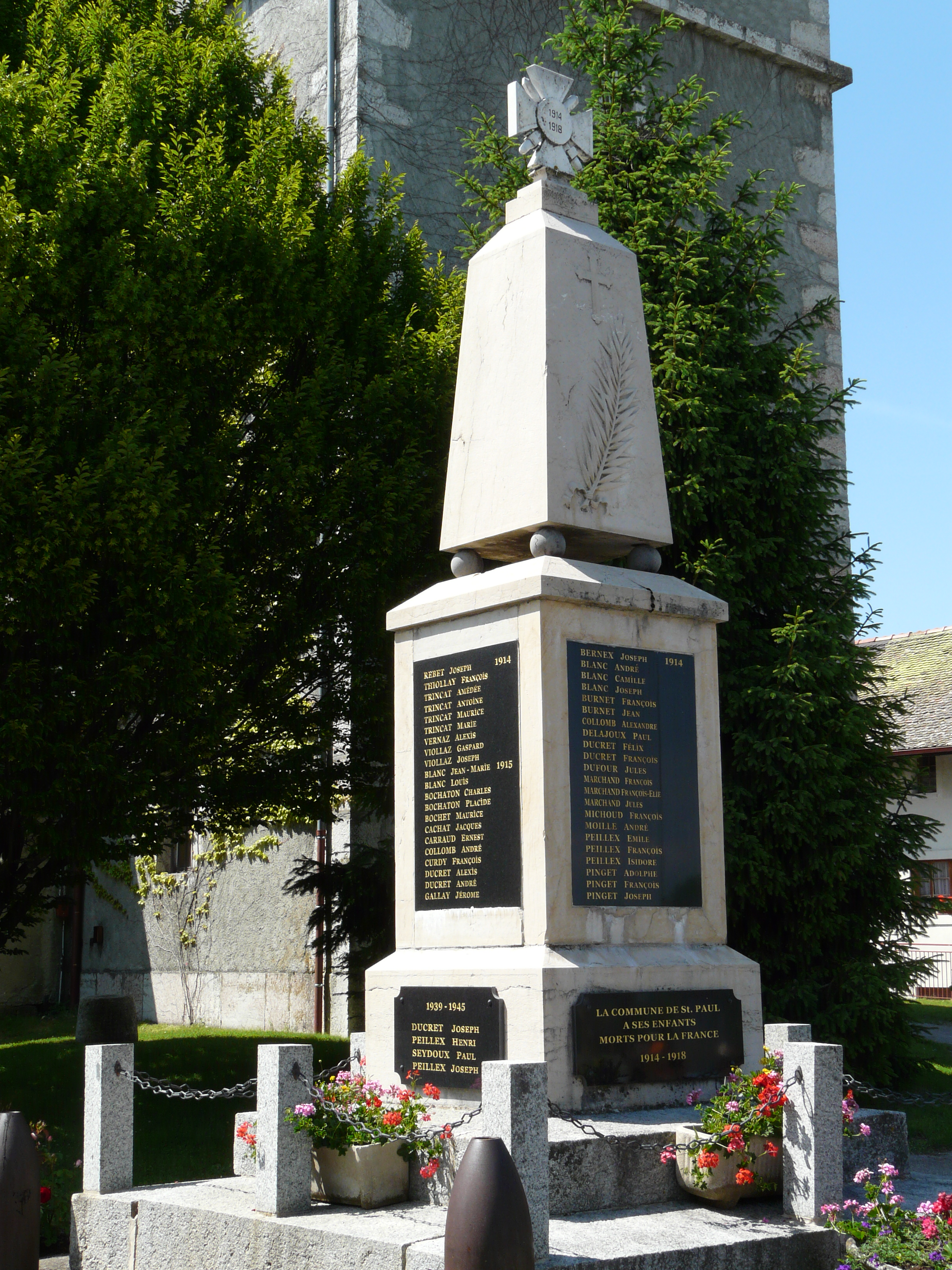
Le monument aux morts.

Au début du XVIe siècle, la Réforme progresse à Genève et à Berne. Elle est officiellement adoptée à Genève le 21 mai 1536. Les Bernois, venant au secours des huguenots de Genève menacés par le comte de Savoie, ont occupé le pays de Vaud et de Gex, l'ouest du Chablais jusqu'à Thonon, et sont entrés dans Genève le 2 février. Incapables de résister à l'armée bernoise, les paroisses de la région d'Évian se placent l'une après l'autre sous la protection des Valaisans, restés catholiques. Saint-Paul, avec Marin et Bernex, demande cette protection le 12 février 1536. Après les traités du Cateau-Cambrésis de 1559 et de Lausanne de 1564 le Chablais est rendu à la Savoie. Vers la fin du siècle, François de Sales, évêque de Genève résidant à Annecy, est envoyé en mission en Chablais pour reconvertir les huguenots au catholicisme. Il visite Saint-Paul en 1602 et y revient à plusieurs reprises.
Le 15 janvier 1628, la commune de Saint-Paul est érigée en paroisse par le nouvel évêque de Genève, Jean-François de Sales, à la demande des syndics et conseillers de la commune et du prieur qui était alors Jean-François de Blonay. Jusque-là l'église de Saint-Paul était desservie par le curé de Bernex. Le prieur abandonne les revenus dont il jouissait à Saint-Paul (prés, alpages, dîme) pour l'entretien du nouveau curé.
En septembre 1792, toute la Savoie est conquise en quelques jours par le général français de Montesquiou-Fézensac. Le 27 novembre, elle est officiellement rattachée à la France. La Savoie devient le département du Mont-Blanc, Saint-Paul est incorporé au district de Thonon. En 1794 le zèle anti-religieux de la Convention montagnarde pourchasse partout les signes du « fanatisme » : Saint-Paul est renommé « Bellevue », en référence évidente aux nombreux points de vue, tant sur le Lac Léman et la côte suisse que sur les montagnes des Préalpes. La commune redeviendra Saint-Paul en 1801. En 1798, Bellevue fait partie du nouveau département du Léman, dont la préfecture est Genève récemment annexée par la France. Après la chute de l'Empire le second Traité de Paris, signé en 1815, rend la Savoie au royaume de Sardaigne. S'ouvre alors la période de la « restauration sarde », tentative de retour à l'absolutisme et à l'ordre social prérévolutionnaire. Cette période est marquée aussi par un vif regain de la pratique religieuse, encouragée par l'alliance des élites religieuses catholiques et de l'autorité monarchique. Des croix de mission sont érigées dans tous les villages, de nombreuses églises, comme celle de Saint-Paul, sont restaurées et agrandies. Les frères des Écoles chrétiennes et les sœurs de la Charité s'installent à Saint-Paul à cette époque. Trois chapelles : à la Beunaz en 1840, aux Faverges en 1843 et à Lyonnet en 1860 sont également construites.
En 1860, la Savoie devient française. Saint-Paul se trouve désormais dans l'arrondissement de Thonon et le département de la Haute-Savoie.
Saint-Paul, comme la plupart des communes de France, souffre de la Première Guerre mondiale. Ce sont 4 % de la population de la Haute-Savoie qui disparaissent dans les tranchées ; mais à Saint-Paul 92 hommes, soit 7,5 % de la population masculine, ne reviennent pas.
Pendant la Seconde Guerre mondiale, l'occupation allemande succède, en 1943, à l'occupation italienne. Le 20 mai 1944, les hommes de Saint-Paul sont rassemblés pour un contrôle d'identité par l'armée allemande. Trois résistants sont abattus dans le bois du Fayet.

## Politique et administration

### Administration municipale
La population de la commune étant comprise entre 1 500 et 2 499 habitants, le nombre de conseillers municipaux est de 19. Depuis les élections municipales de 2008, 6 femmes en sont membres. En 2014, la parité hommes/femmes est appliquée, on compte alors 10 hommes (dont le maire) pour 9 femmes.
Saint-Paul-en-Chablais est située dans le canton d'Évian-les-Bains qui comprend 15 communes et 29 158 habitants en 2007.

### Liste des maires
| Période                                  | Période      | Identité           | Étiquette | Qualité  |
| ---------------------------------------- | ------------ | ------------------ | --------- | -------- |
| 1860                                     | 1863         | Auguste Bernex     |           |          |
| 1863                                     | 1864         | Paul Thiollay      |           |          |
| 1864                                     | 1894         | Amed Thiollay      |           |          |
| 1894                                     | mai 1900     | François Delajoux  |           |          |
| 1903                                     | 1909         | Marie Burquier     |           |          |
| 1909                                     | mai 1912     | François Delajoux  |           |          |
| mai 1912                                 | 1920         | François Burquier  |           |          |
| 1920                                     | mai 1929     | Alexandre Delajoux |           |          |
| mai 1929                                 | 1937         | Joseph Thiollay    |           |          |
| 1937                                     | 1938         | Jean Fleury        |           |          |
| 1938                                     | 1940         | Pierre Thiollay    |           |          |
| 1940                                     | 1944         | Maurice Trincat    |           |          |
| 1944                                     | mai 1945     | Germain Viollaz    |           |          |
| mai 1945                                 | octobre 1947 | Jean Compois       |           |          |
| octobre 1947                             | mai 1953     | Fernand Chaffard   |           |          |
| mai 1953                                 | mars 1959    | François Peillex   |           |          |
| mars 1959                                | mars 1965    | Marius Giroud      |           |          |
| mars 1965                                | mars 1971    | François Peillex   |           |          |
| mars 1971                                | mars 1983    | Pierre Bochaton    |           |          |
| mars 1983                                | mars 2001    | Georges Michoud    |           |          |
| mars 2001                                | mars 2008    | Joseph Deflon      | DVD       |          |
| mars 2008                                | En cours     | Bruno Gillet       | UDI       | Retraité |
| Les données manquantes sont à compléter. |              |                    |           |          |

### Intercommunalité
La commune de Saint-Paul-en-Chablais appartient au canton d'Évian-les-Bains, qui compte selon le redécoupage cantonal de 2014 33 communes.
La commune de Saint-Paul est membre de plusieurs structures intercommunales :
- la communauté de communes du Pays d'Évian à laquelle appartenait Saint-Paul a fusionné au 1er janvier 2017 avec la communauté de communes du Val d'Abondance. La nouvelle entité, la communauté de communes Pays d'Évian Vallée d'Abondance regroupe 22 communes.
- le « SIVOM du Pays de Gavot », avec les six autres communes du Pays de Gavot a été dissout le 1er janvier 2017, les structures et compétences intercommunales sont désormais gérées par la CCPEVA ou par le biais de conventions entre les anciennes communes du SIVOM.
- l'APIEME, Association pour la Protection de l'Impluvium des Eaux Minérales d'Évian, qui regroupe également les sept communes du Pays de Gavot.
- Le SIAC du Chablais qui réunit l'ensemble des communes du Chablais.

Saint-Paul-en-Chablais relève de l'arrondissement de Thonon-les-Bains et de la cinquième circonscription de la Haute-Savoie, dont le député est Marc Francina (UMP) depuis les élections de 2012.

### Représentation et tendances politiques
La commune appartient à la cinquième circonscription de la Haute-Savoie dont le député pour la XIIIe législature est M. Marc Francina (UMP).
Saint-Paul est une commune qui vote majoritairement à droite ainsi que le confirment les dernières élections :
Pour l'élection présidentielle de 2007, le premier tour a vu arriver en tête Nicolas Sarkozy avec 36,32 % soit 487 voix, suivi de François Bayrou avec 19,24 % soit 258 voix, puis de Ségolène Royal avec 15,66 % soit 210 voix, et enfin de Jean-Marie Le Pen avec 13,94 % soit 187 voix, aucun autre candidat ne dépassant le seuil des 5 %, avec un taux de participation de 87,29 %. Au deuxième tour 66,54 % des électeurs saint-paulains ont voté pour Nicolas Sarkozy (UMP), et 33,46 % pour Ségolène Royal (PS), avec un taux de participation de 86,59 %.
Au second tour des élections législatives de 2007, 62,70 % des électeurs de Saint-Paul ont voté pour Marc Francina (UMP) (63,59 % dans la 5e circonscription de la Haute-Savoie), 37,30 % pour Clotilde Verguet (PS) (36,41 % dans la circonscription), avec un taux de participation de 50,71 % à Saint-Paul et de 50,66 % dans la circonscription.
Aux élections européennes de 2009, les deux meilleurs scores à Saint-Paul étaient ceux de la liste de la majorité présidentielle conduite par Françoise Grossetête, qui a obtenu 196 suffrages soit 32,08 % des suffrages exprimés et de la liste d'Europe Écologie conduite par Michèle Rivasi, qui a obtenu 127 suffrages soit 20,79 % des suffrages exprimés, pour un taux de participation de 40,07 %.
Au deuxième tour des élections régionales de 2010 44,52 % des suffrages exprimés sont allés à la liste conduite par Jean-Jack Queyranne (PS), 41,64 % à celle de Françoise Grossetête (UMP), et 13,83 % à la liste FN de Bruno Gollnisch, pour un taux de participation de 44,90 %.

### Instances judiciaires et administratives
Saint-Paul-en-Chablais est dans le ressort de la cour d'appel de Chambéry. La commune est dans le ressort des tribunaux de grande instance et d'instance ainsi que du tribunal de commerce, après sa création par la réforme de la carte judiciaire de 2007, de Thonon-les-Bains. Le conseil de prud'hommes est à Annemasse.

### Politique environnementale

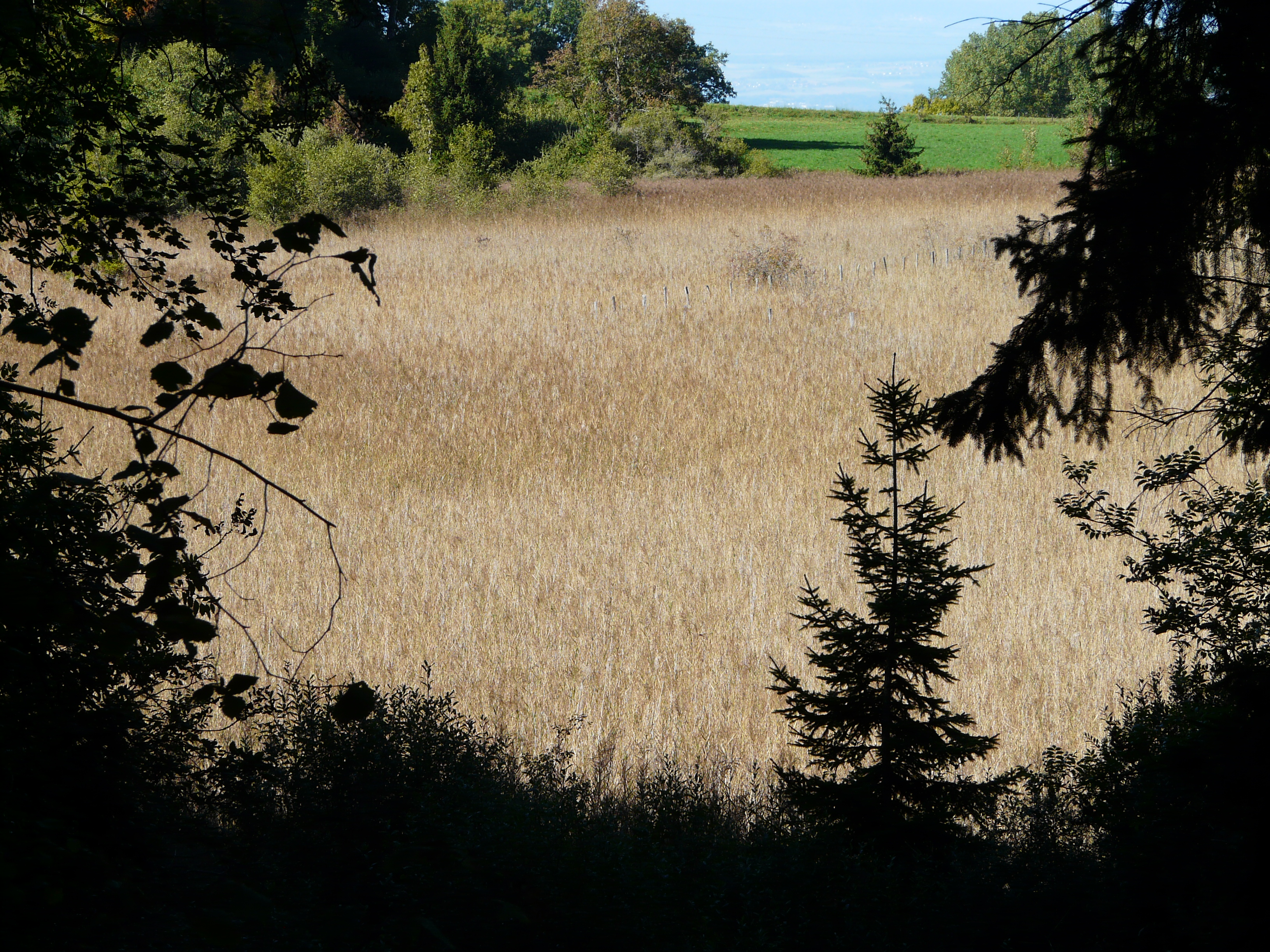
Le marais de Praubert.

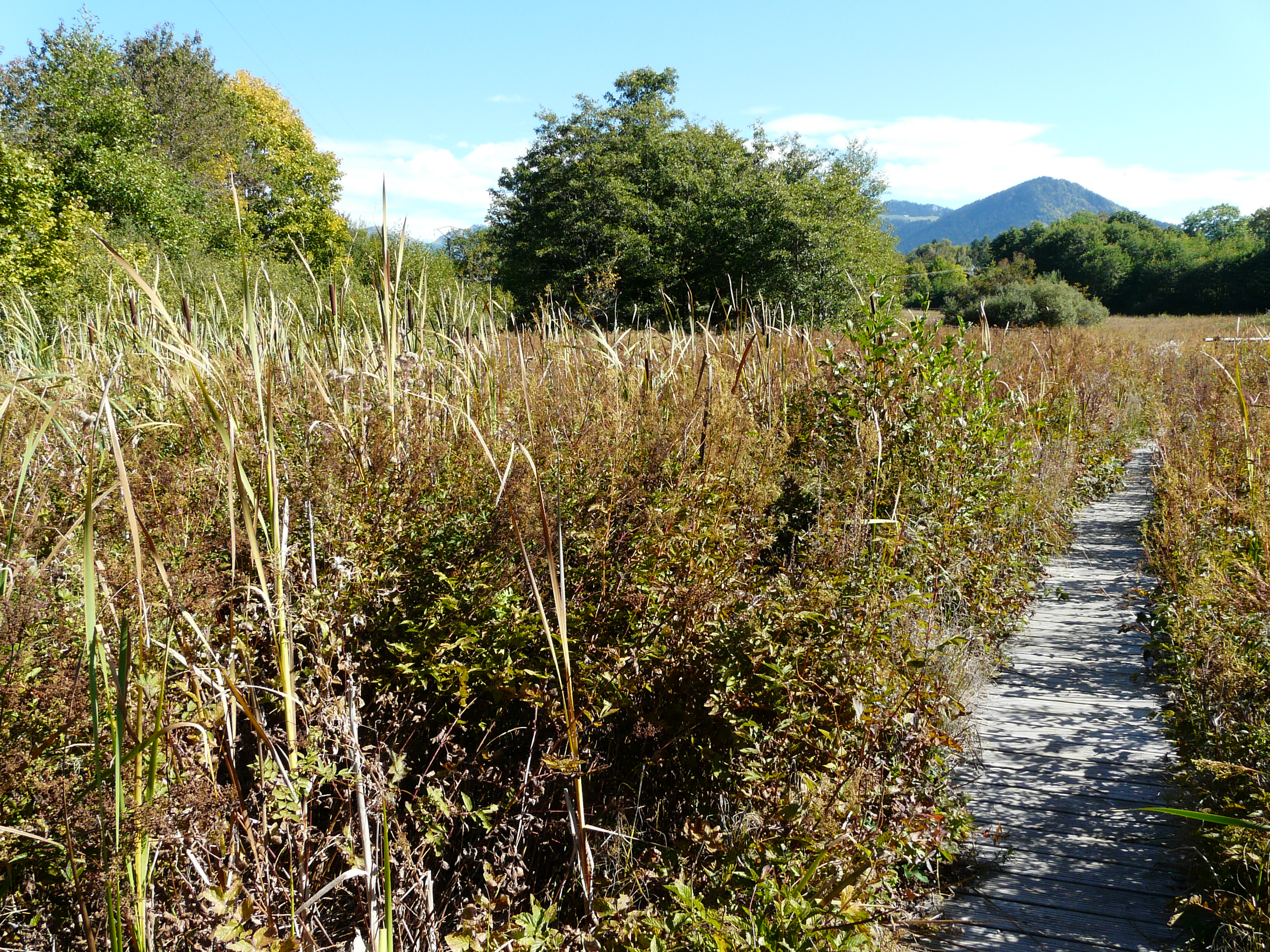
Le marais du Maravant, aménagé pour la promenade pédagogique.

Le plateau Gavot comprend un ensemble de quatre-vingt zones humides, constituées de marais et de tourbières pour 85 %, dont l’étendue varie de 0,5 à 24 hectares et qui représentent 10 % du territoire. Une grande partie se trouve sur la commune de Saint-Paul. La tourbière qui s'étend entre les hameaux de Praubert et Roseires est considérée comme la plus belle du département et les zones humides du plateau représentent le plus bel ensemble dans le département de la Haute-Savoie. Ces tourbières ce sont formées dans les dépressions séparant les cordons morainiques laissés par le glacier du Rhône lors de son retrait progressif du plateau de Gavot.
Ces zones offrent une grande richesse d'habitats et d'espèces (neuf espèces nationalement protégées et quatorze régionalement) : on y trouve le crapaud Sonneur à ventre jaune, la libellule Agrion de Mercure, les papillons Nacré de la canneberge et Fadet des tourbières, l'écrevisse à pattes blanches et parmi les plantes l'orchidée Liparis de Loesel,. Ces zones humides ont été classées « zone spéciale de conservation » (ZSC) par le réseau Natura 2000 en octobre 2008, l'impluvium d'Évian ayant été pour sa part classé par la convention de Ramsar le 15 septembre 2008, pour 3 275 ha.
Leur classification en zones Natura 2000 et Ramsar fait que la commune s'attache à la protection de ses zones naturelles. Les objectifs du réseau européen Natura 2000 sont de préserver la diversité biologique et valoriser le patrimoine naturel des territoires européens. La convention de Ramsar a pour objectif « la conservation et l’utilisation rationnelle des zones humides et de leurs ressources » dans les pays signataires.
La communauté de communes du Pays d'Évian, à laquelle appartient Saint-Paul, est responsable de la politique de l'environnement. Le traitement des eaux usées est fait dans trois stations : Bernex, qui a une capacité de traitement de 4 000 équivalents habitants, 
Féterne, 5 200 équivalents habitants, et Saint-Paul, 1 500. Le tri sélectif des déchets est effectif depuis 2006. La protection de l'impluvium des eaux d'Évian est confiée à l’Association pour la Protection de l’Impluvium de l’Eau Minérale d’Évian (APIEME), financée pour les deux tiers par la Société Anonyme des Eaux d'Évian et un tiers par les communes d'Évian, Maxilly, Neuvecelle et Publier, dites « d'émergence ». L'action de cette association vise à protéger et améliorer l'environnement, par exemple par la création de stations de traitement des eaux usées et l'extension des réseaux d'assainissement, ainsi qu'en favorisant des pratiques agricoles respectueuses de l'environnement. Le méthaniseur Terragr'eau en fonctionnement depuis l'automne 2016 et financé par l'APIEME participe à la protection de l'impluvium avec la collecte des effluents d'élevage transformés en biogaz et en digestat.
Les marais étaient autrefois fauchés à la main. La « bâche », produit de ce fauchage, servait de litière aux animaux. Avec l'apparition des tracteurs et de la paille le fauchage fut abandonné et les marais risquaient l'asphyxie. La préservation de ces zones humides passe donc par le débroussaillage et le fauchage à l'aide de tracteurs à pneus larges, et par moitié afin de préserver les populations d’insectes. Les communes se portent acquéreurs des marais. À Saint-Paul des sentiers sur caillebotis ont été aménagés sur les marais du Maravant et autour du lac Noir.

## Population et société

### Démographie
Saint-Paul-en-Chablais appartient à l'aire urbaine de Thonon-les-Bains, qui comptait 31 communes et environ 89 702 habitants en 2013.
D’après le recensement Insee de 2016, Saint-Paul compte 2 393 habitants (soit une augmentation de 8,7 % par rapport à 2011).
Cette vitalité démographique, observée depuis les années 1970 et qui suit un déclin tout au long de la seconde moitié du XIXe siècle et de la première moitié du XXe siècle, s'explique par l'attractivité nouvelle de la région, due à sa qualité de vie et à son dynamisme économique renforcé par la proximité du marché de l'emploi suisse. Entre 1999 et 2007 la population de la Haute-Savoie a augmenté de 1,4 % par an. L'augmentation est particulièrement forte dans les zones proches de Genève, autour d'Annecy et de Bonneville ainsi qu'au bord du Léman et ce sont les communes périurbaines qui ont connu la plus forte progression.

#### Évolution démographique
L'évolution du nombre d'habitants est connue à travers les recensements de la population effectués dans la commune depuis 1793. Pour les communes de moins de 10 000 habitants, une enquête de recensement portant sur toute la population est réalisée tous les cinq ans, les populations de référence des années intermédiaires étant quant à elles estimées par interpolation ou extrapolation. Pour la commune, le premier recensement exhaustif entrant dans le cadre du nouveau dispositif a été réalisé en 2006.

En 2022, la commune comptait 2 598 habitants, en évolution de +8,57 % par rapport à 2016 (Haute-Savoie : +6,01 %, France hors Mayotte : +2,11 %).
| 1793 | 1800 | 1806 | 1822  | 1838  | 1848  | 1858  | 1861  | 1866  |
| ---- | ---- | ---- | ----- | ----- | ----- | ----- | ----- | ----- |
| 748  | 784  | 797  | 1 050 | 1 256 | 1 348 | 1 295 | 1 206 | 1 285 |

| 1872  | 1876  | 1881  | 1886  | 1891  | 1896  | 1901  | 1906  | 1911  |
| ----- | ----- | ----- | ----- | ----- | ----- | ----- | ----- | ----- |
| 1 339 | 1 322 | 1 350 | 1 371 | 1 357 | 1 372 | 1 288 | 1 209 | 1 191 |

| 1921  | 1926  | 1931 | 1936 | 1946 | 1954 | 1962 | 1968 | 1975 |
| ----- | ----- | ---- | ---- | ---- | ---- | ---- | ---- | ---- |
| 1 035 | 1 074 | 999  | 941  | 974  | 893  | 837  | 848  | 875  |

| 1982 | 1990  | 1999  | 2006  | 2011  | 2016  | 2021  | 2022  | - |
| ---- | ----- | ----- | ----- | ----- | ----- | ----- | ----- | - |
| 992  | 1 400 | 1 703 | 2 027 | 2 202 | 2 393 | 2 560 | 2 598 | - |

#### Pyramide des âges
En 2018, le taux de personnes d'un âge inférieur à 30 ans s'élève à 34,2 %, soit en dessous de la moyenne départementale (35,9 %). De même, le taux de personnes d'âge supérieur à 60 ans est de 21,5 % la même année, alors qu'il est de 22,1 % au niveau départemental.
En 2018, la commune comptait 1 212 hommes pour 1 181 femmes, soit un taux de 50,65 % d'hommes, légèrement supérieur au taux départemental (49,20 %).
Les pyramides des âges de la commune et du département s'établissent comme suit.
| Hommes | Classe d’âge | Femmes |
| ------ | ------------ | ------ |
| 0,1    | 90 ou +      | 0,2    |
| 6,3    | 75-89 ans    | 5,9    |
| 14,4   | 60-74 ans    | 16,0   |
| 23,5   | 45-59 ans    | 24,5   |
| 20,5   | 30-44 ans    | 20,1   |
| 14,1   | 15-29 ans    | 13,9   |
| 21,1   | 0-14 ans     | 19,3   |

| Hommes | Classe d’âge | Femmes |
| ------ | ------------ | ------ |
| 0,6    | 90 ou +      | 1,4    |
| 5,9    | 75-89 ans    | 7,9    |
| 14,2   | 60-74 ans    | 15,3   |
| 20,7   | 45-59 ans    | 20,3   |
| 21,8   | 30-44 ans    | 21,4   |
| 17,4   | 15-29 ans    | 15,6   |
| 19,5   | 0-14 ans     | 18     |

### Enseignement

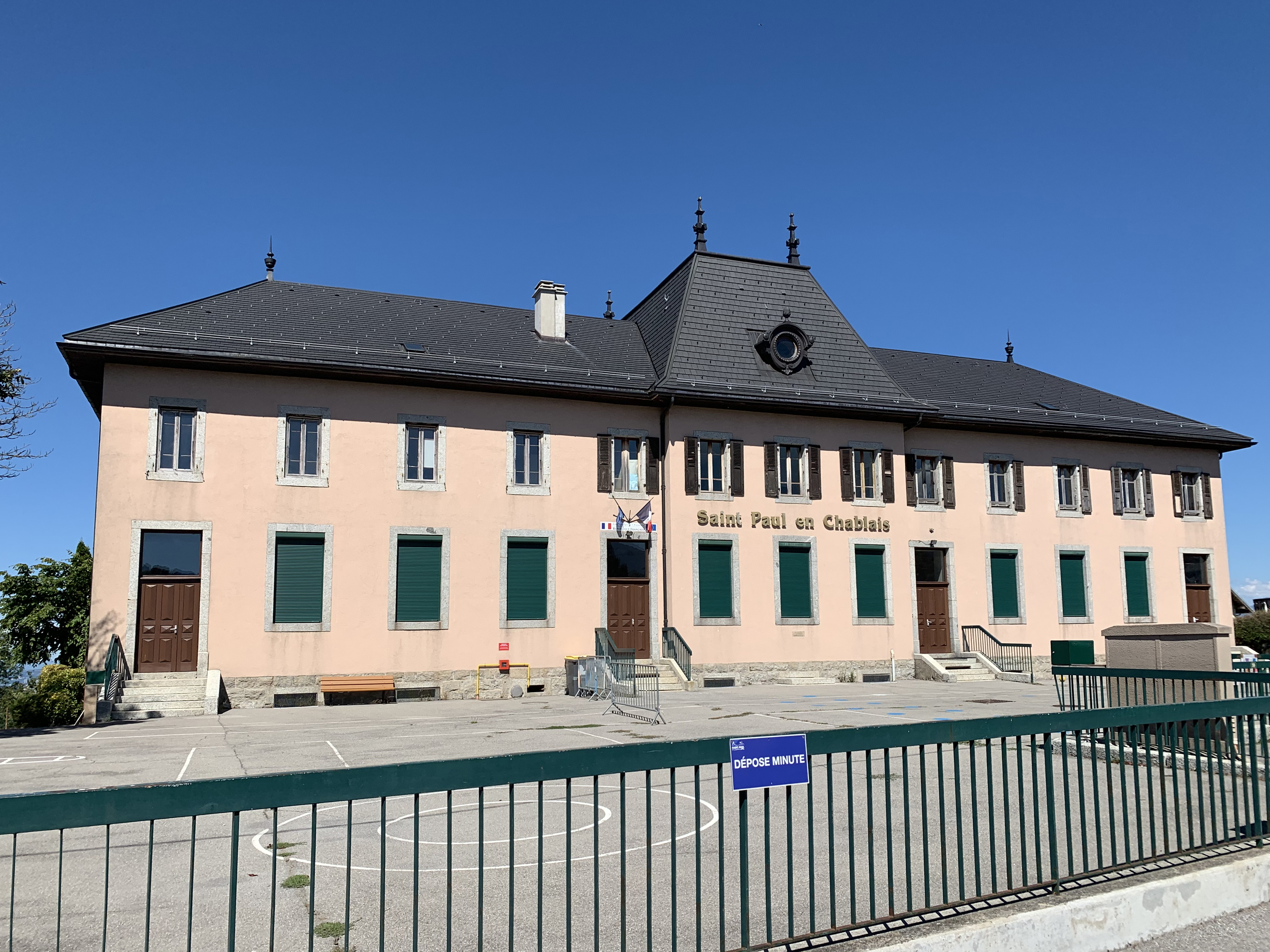
L’école primaire de Saint-Paul-en-Chablais.

Saint-Paul est rattachée à la circonscription d'Évian-les-Bains de l'inspection académique d'Annecy, dans l'académie de Grenoble.
La commune de Saint-Paul gère une école primaire qui va de la maternelle au CM2, installée au chef-lieu dans l'ancien bâtiment de la mairie, qui est la plus grosse de la circonscription, ainsi qu'une école élémentaire à classe unique au hameau des Faverges.
Les collégiens de la commune se rendent pour la plupart au collège du Pays de Gavot situé sur le territoire communal de Saint-Paul ou au collège des Rives-du-Léman situé à Évian-les-Bains, tous deux gérés par le département de la Haute-Savoie. Le lycée le plus proche est le lycée Anna-de-Noailles à Évian-les-Bains, géré par la région Auvergne-Rhône-Alpes.

### Manifestations culturelles et festivités
Le concert de Pâques par l'Écho du Gavot se déroule un dimanche de mi-avril.
La Fête de printemps-Foire de Saint-Paul avec foire aux bestiaux, repas, concert le soir, a lieu le 3e samedi du mois de mai. Le lendemain dimanche, un vide-greniers est organisé.
Un marché estival se tient au chef-lieu le dimanche matin de juin à septembre. On y trouve notamment des produits du terroir et artisanaux, ainsi qu'une buvette tenue par les associations du village. Des animations (concerts, démonstrations, etc) sont organisés en juillet et août avec un vide-greniers l'avant-dernier dimanche d'août.
Les Balades acoustiques imaginées par l'association du même nom proposent depuis 2008 des randonnées agrémentées de pauses musicales et de concerts en soirée lors de l'avant-dernier week-end de juillet.
Un vide-greniers est organisé le dernier dimanche d'août.
La Fête de la pomme a lieu le deuxième dimanche du mois d'octobre, avec animations, marché artisanal et repas.
La Fête de la rissole, créée en 2013, se tient de second dimanche de décembre, avec animations, marché gourmand et repas.
Le concert de Noël par l'Écho du Gavot a lieu en général le troisième samedi de décembre.

### Sports

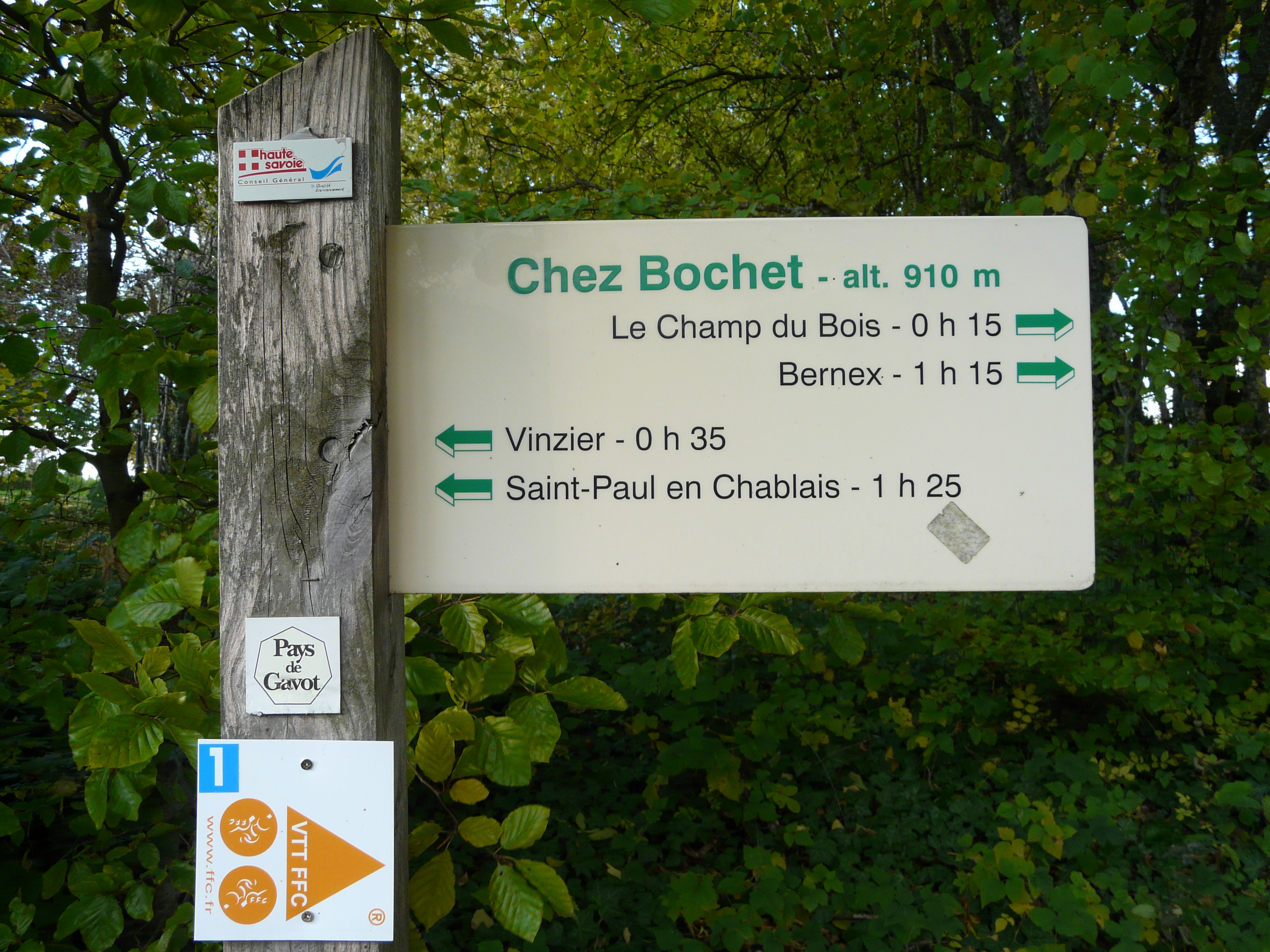
Signalisation de sentiers pédestres et VTT.

Les clubs de VTT et de badminton sont deux des principales structures sportives.
Les équipements sportifs de la commune incluent l'« Agorespace », un terrain multisports ouvert aux écoles et aux autres utilisateurs, plusieurs courts de tennis dont un géré par la mairie, un terrain de football utilisé par le FC Gavot, deux tables de tennis de table et un parcours VTT, espace destiné à l'entraînement et à l'apprentissage de ce sport. Deux gymnases intercommunaux sont situés sur Saint-Paul, au collège du Gavot et sont utilisés par les associations locales.
La commune a approuvé en décembre 2009 le projet, piloté par le SIVOM du Pays Gavot, de construction d'un terrain de football synthétique intercommunal sur la commune de Féternes.

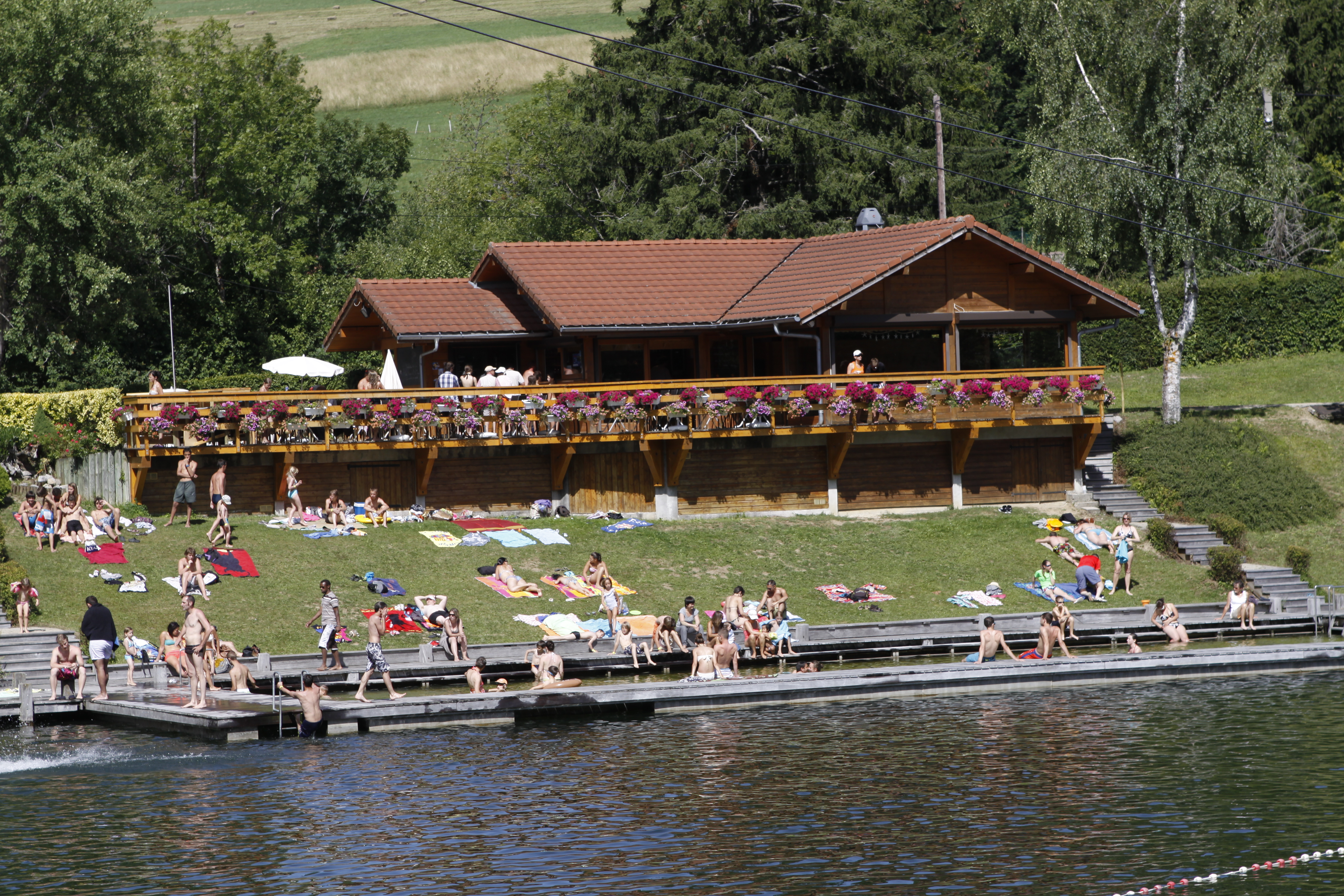
Le lac de La Beunaz.

Le territoire de la commune, riche en espaces naturels et en forêts, permet la pratique du VTT sur les circuits balisés qui couvrent l'ensemble du pays Gavot. De nombreux sentiers pédestres reliant les communes et les hameaux du plateau sont également balisés. La plage du Lac de La Beunaz, aménagée sur un lac naturel et dont la gestion est concédée par la commune à la société « Indiana Ventures », permet la pratique d'activités de plage et de loisirs en été.
En hiver, si l’enneigement est suffisant, la municipalité trace des pistes de ski de fond. La pratique de la raquette est également possible sur les chemins forestiers.

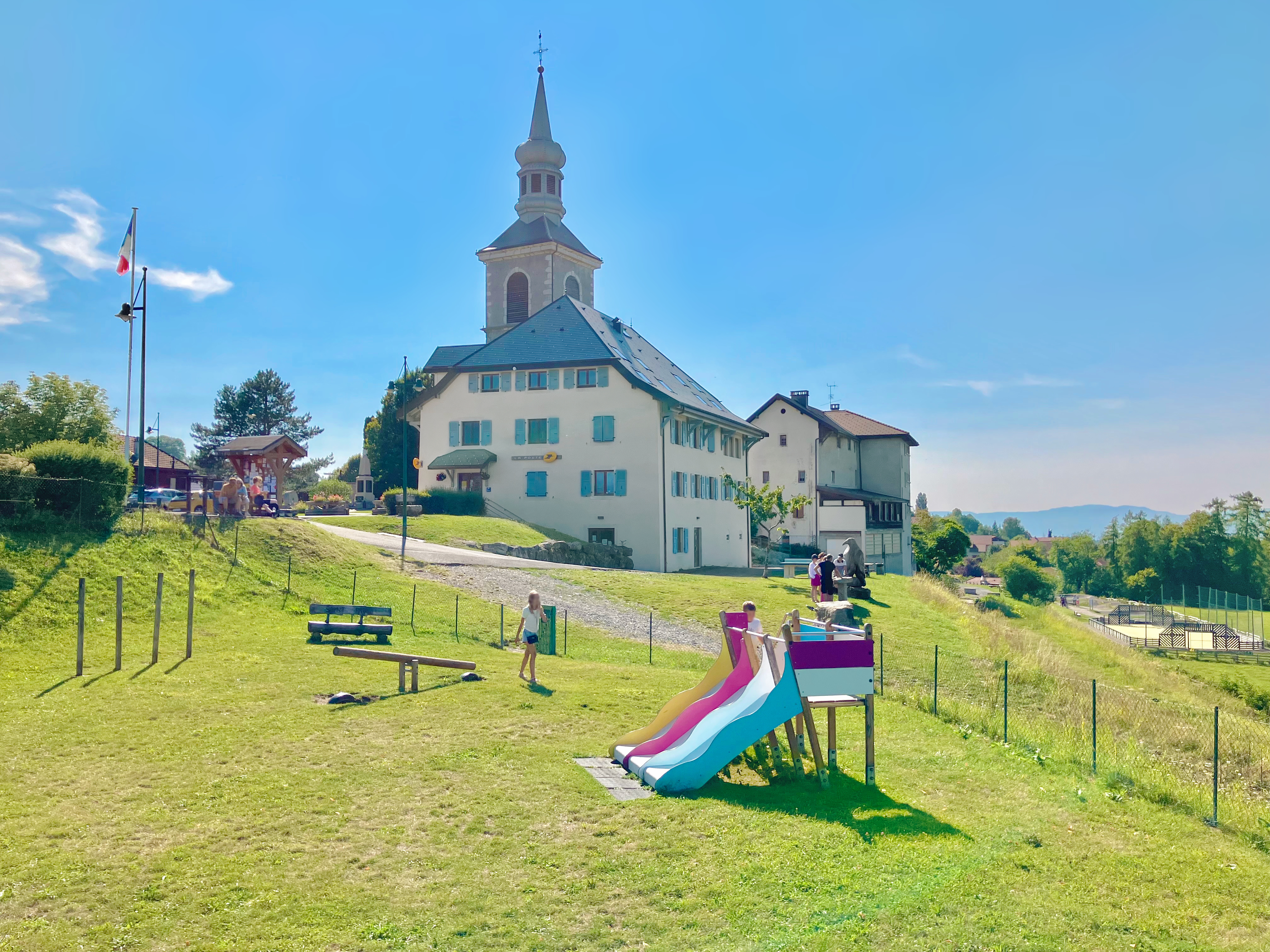
L'aire de jeux derrière l'école, près de la mairie et de la table d'orientation qui fait face au lac Léman.

### Santé
La commune a inauguré en juillet 2015 la "Maison médicale du Gavot" qui regroupe un médecin généraliste, un cabinet d'infirmières, deux orthophonistes, une diététicienne et une psychologue.
En dehors de cet établissement sont installés : un médecin généraliste et un dentiste. La commune dispose également d'une pharmacie. De plus, l'ADMR du pays Gavot est installée à Saint-Paul.

### Médias
La chaîne de télévision locale TV8 Mont-Blanc diffuse des émissions sur les pays de Savoie. L'émission « La Place du village » traite de la vie locale.
En plus des stations de radio nationales, Saint-Paul est couvert par de nombreuses antennes locales dont France Bleu Pays de Savoie, Radio Plus, etc. De plus, grâce à la proximité de la frontière, il est aussi possible d'y capter de nombreuses radios suisses, dont les stations de la RSR (Radio Suisse Romande), comme La Première, Espace 2 ou Couleur 3.
Le presse régionale est présente avec le quotidien Le Dauphiné libéré et l'hebdomadaire Le Messager. La mairie édite un bulletin d'informations municipales, Saint-Paul Infos, distribué gratuitement à la population deux fois par an.

### Cultes
Le culte catholique est assuré à Saint-Paul à l'église dédiée à la conversion de Paul, rattachée à la paroisse « Saint André en Gavot-Léman » d'Évian-les-Bains, qui dépend elle-même du doyenné du Chablais dans le diocèse d'Annecy.

## Économie

### Revenus de la population et fiscalité
En 2007, le revenu fiscal médian par ménage était de 20 665 €, ce qui plaçait Saint-Paul-en-Chablais au 3 352e rang parmi les 30 714 communes de plus de 50 ménages en métropole.

### Population active
La population âgée de 15 à 64 ans s'élevait en 2008 à 1 365 personnes (1 098 en 1999), parmi lesquelles on comptait 75,9 % d'actifs dont 71,9 % ayant un emploi et 4,0 % de chômeurs. En 2008, 19,5 % des actifs ayant un emploi et résidant dans la commune travaillaient à Saint-Paul, 64,0 % dans une autre commune du département de la Haute-Savoie (principalement dans la région d'Évian-les-Bains et à Thonon-les-Bains) et 15,5 % à l'étranger, c'est-à-dire en Suisse.
Le taux d'activité en 2008 est de 45,8 % pour la tranche d'âge 15 - 24 ans (France métropolitaine : 42,9 %), 91,8 % pour la tranche d'âge 25 - 54 ans (France métropolitaine : 89,4 %), et 35,3 % pour la tranche d'âge 55 - 64 ans (France métropolitaine : 41,2 %).
La répartition par catégories socio-professionnelles de la population active de Saint-Paul fait apparaître une sous-représentation des « cadres et professions intellectuelles » et une sur-représentation des « artisans et commerçants » et des « ouvriers », et dans une moindre mesure des « professions intermédiaires », par rapport à la moyenne de la France métropolitaine.
Répartition de la population active par catégories socio-professionnelles (recensement de 2008)
|                             | Agriculteurs | Artisans, commerçants, chefs d'entreprise | Cadres, professions intellectuelles | Professions intermédiaires | Employés | Ouvriers |
| --------------------------- | ------------ | ----------------------------------------- | ----------------------------------- | -------------------------- | -------- | -------- |
| Saint-Paul-en-Chablais      | 2,14 %       | 9,40 %                                    | 8,07 %                              | 25,97 %                    | 24,74 %  | 29,34 %  |
| Moyenne nationale           | 1,71 %       | 5,57 %                                    | 14,84 %                             | 24,02 %                    | 29,02 %  | 23,86 %  |
| Sources des données : INSEE |              |                                           |                                     |                            |          |          |

### Emploi

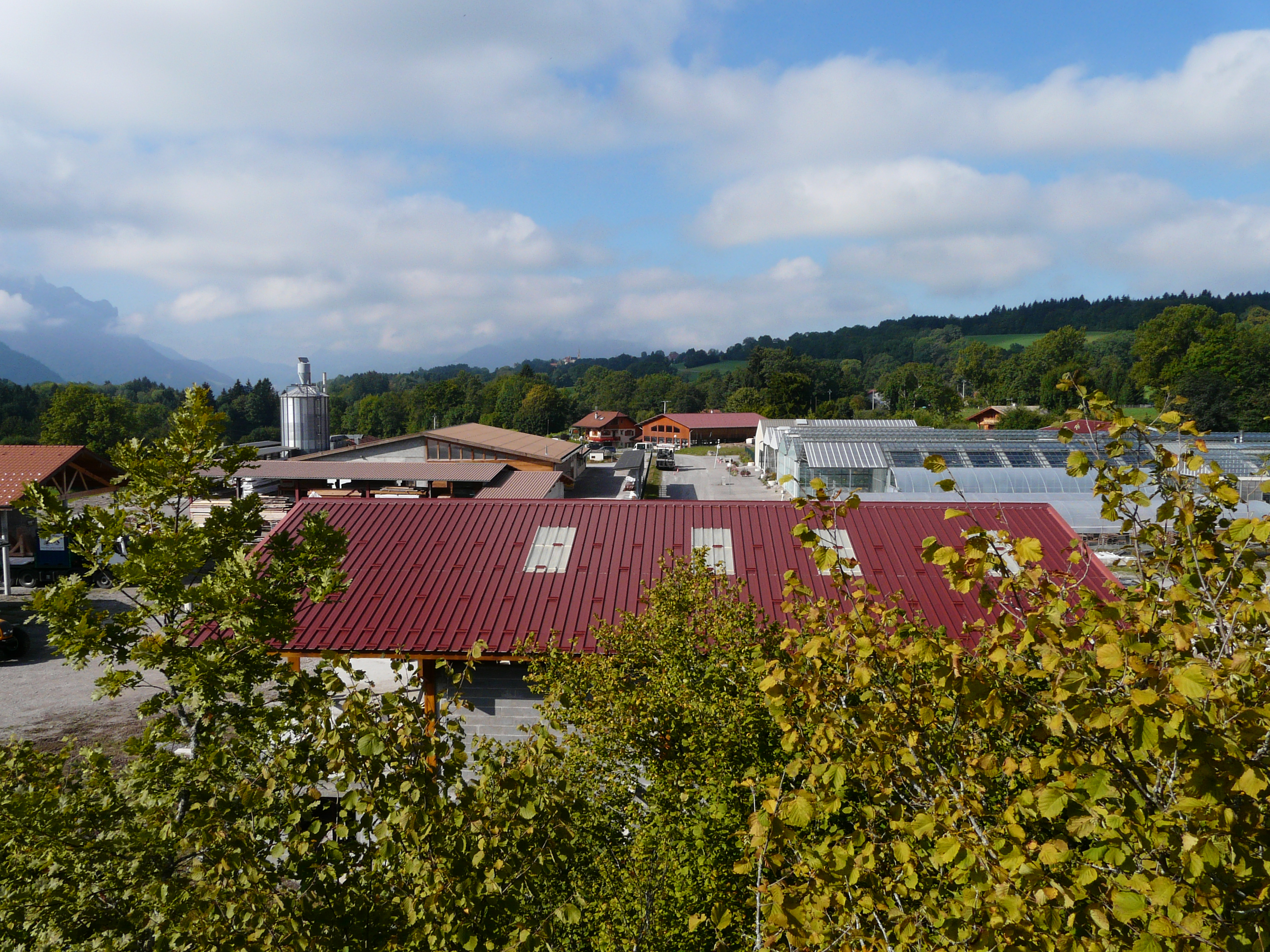
La zone artisanale de la Creto.

En 2007 on comptait 376 emplois dans la commune, contre 252 en 1999. Le nombre d'actifs ayant un emploi résidant dans la commune étant de 966, l'indicateur de concentration d'emploi n'est que de 38,9 %, ce qui signifie que la commune offre approximativement un peu plus d'un emploi pour trois San Poulans actifs. Cet indicateur était de 32,6 % en 1999.
La répartition par secteurs d'activité des emplois à Saint-Paul fait apparaître le poids de l'agriculture, ce qui ne surprend pas dans une commune rurale, mais aussi l'importance des secteurs de la construction et des services, et la relative faiblesse du secteur commercial. L'emploi tertiaire (commerce et services) représente 67 % du total à Saint-Paul, contre plus de 75 % en France métropolitaine.
Répartition des emplois par domaines d'activité (recensement de 2007)
|                             | Agriculture | Industrie | Construction | Commerce, transports, services divers | Administration publique, enseignement, santé, action sociale |
| --------------------------- | ----------- | --------- | ------------ | ------------------------------------- | ------------------------------------------------------------ |
| Saint-Paul-en-Chablais      | 8,2 %       | 14,2 %    | 10,7 %       | 31,2 %                                | 35,8 %                                                       |
| Moyenne nationale           | 3,1 %       | 14,8 %    | 6,8 %        | 45,1 %                                | 30,3 %                                                       |
| Sources des données : INSEE |             |           |              |                                       |                                                              |

### Entreprises
Le secteur de la construction et du bâtiment est bien représenté à Saint-Paul avec plusieurs cabinets d'architectes, des artisans du bâtiment (maçonnerie, menuiserie, électricité, couverture-zinguerie, ravalement, etc.), des entrepreneurs paysagistes et deux entreprises de construction de chalets.
La zone d'activités de la Creto héberge plusieurs de ces entreprises, ainsi qu'une entreprise de transports routiers, une serre d'horticulture, une entreprise de vente de matériels agricoles. Son extension, validée, est en cours.
Dans le secteur du transport des personnes existent également deux sociétés de taxi.

### Commerce, agriculture et tourisme
Commerce

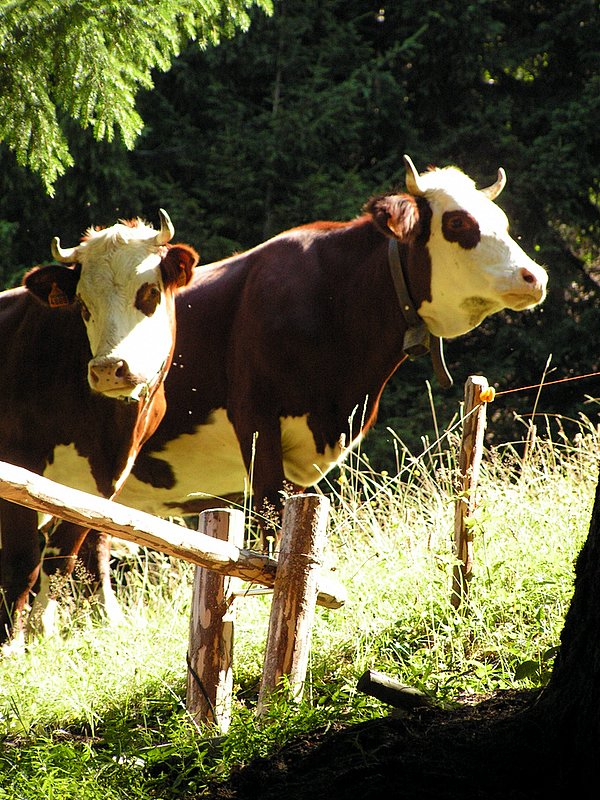
Vaches d'Abondance.

Malgré sa position centrale sur le plateau du pays Gavot, sa population supérieure à 2 000 habitants et sa croissance démographique vigoureuse, Saint-Paul dispose d'un équipement commercial limité pour l'essentiel à quelques commerces de proximité au chef-lieu. La commune dispose également d'une agence postale et d'une agence bancaire.
Les petits commerces qui existaient dans certains hameaux de la commune (épiceries, cafés, marchands de graines, etc.) ont tous disparu au cours du XXe siècle.
Agriculture
À Saint-Paul on pratiquait autrefois la polyculture : orge, blé, pomme de terre, betterave. Ces cultures ont disparu dans les années 1980, remplacées par l'élevage bovin pour la fabrication de fromage. L'agriculture ne représente aujourd'hui que 8,2 % des emplois de la commune, mais outre qu'elle est l'activité traditionnelle du village, elle y joue encore un rôle important à côté du tourisme, de l'artisanat et des services. Les dix-neuf exploitations agricoles de Saint-Paul participent aussi par leur activité à l'entretien des paysages, au maintien de la qualité de vie et à l'attrait touristique de la commune.
Tourisme
Le tourisme commence à se développer à Saint-Paul dans les années 1950, à partir de la plage de la Beunaz, ouverte en 1951, et aussi de la station de ski de la commune voisine de Bernex, créée en 1950. La présence de colonies de vacances à Saint-Paul a aussi favorisé l'activité locale. Le tourisme s'appuie aujourd'hui sur la qualité des paysages, qui allient prairies, forêts et zones humides, entre la Dent d'Oche (2 222 m) au sud-est et le Léman au nord. Le territoire communal est propice à la pratique de la randonnée pédestre ou équestre et du VTT. À proximité immédiate de Saint-Paul se trouvent les deux stations de ski de Bernex et Thollon-les-Mémises ; le domaine des Portes du Soleil est distant de 30 à 45 minutes. Les villes d'eau de Thonon-les-Bains et Évian-les-Bains sont proches, tandis que Genève, Montreux et Vevey, Chamonix-Mont-Blanc, ne sont pas éloignés de plus d'une heure ou deux. Saint-Paul compte deux hôtels et quelques gîtes et chambres d'hôtes. Au lac de la Beunaz, on trouve une plage avec espace de loisirs, bar, restaurant, snack, bowling et le parc Indiana'Ventures.
L'hiver 2020 est considéré comme le plus doux. Le lac de la Beunaz, situé à 1000m d'altitude, n'a pas gelé. S'il a servi occasionnellement de patinoire pour les enfants dans les années 1960, quelques jeunes de l’époque, possesseurs de 4cv ou de Dauphine se rappellent avoir fait d'impressionnants virages sur la couche glacée.
Mais c'est surtout durant la belle époque  du thermalisme à Evian et jusqu'à l'arrivée des congélateurs que le lac  a connu une belle activité hivernale : les familles de La Beunaz s'occupaient à scier la glace, en gros bloc, à les transporter jusque dans une "remise" toute proche, dont les parois étaient bien isolées avec de la sciure... A la belle saison, les blocs étaient revendus aux grands hôtels d'Evian. L'arrivée de l’électricité, puis des réfrigérateurs et chambres froides mis fin à cette belle activité hivernale qui apportait de la vie - de l'argent ! -  au cœur  de l'hiver.

## Culture et patrimoine

### Patrimoine civil

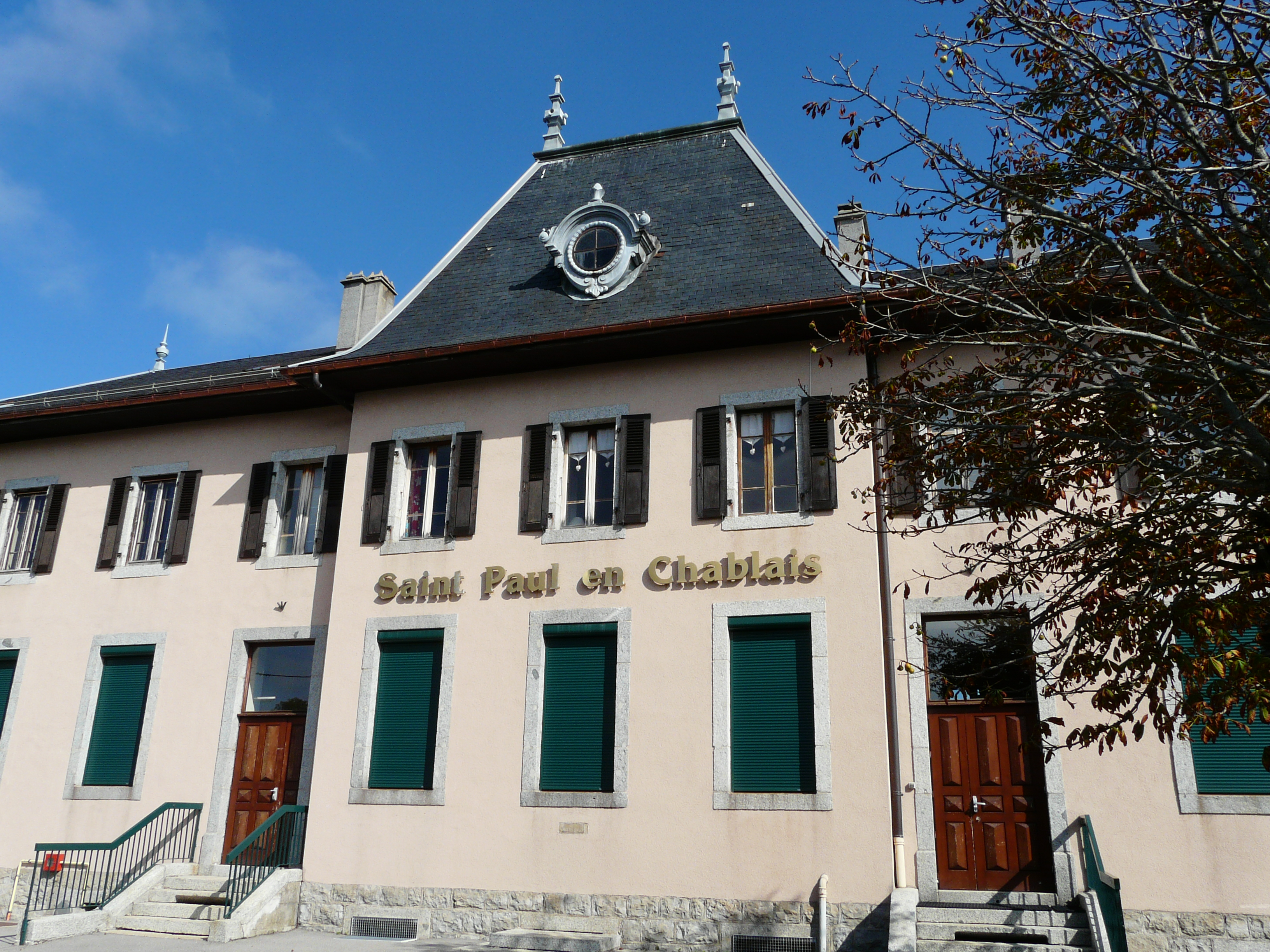
L'école au chef-lieu, dans le bâtiment de l'ancienne mairie-école.

Le château de Saint-Paul, dit de Blonay, à Château-Vieux, dont il ne reste pratiquement rien aujourd'hui, appartenait à la famille de Blonay qui possédait des terres autour du Léman. Il fut construit vers le milieu du XIIIe siècle par Aymon de Blonay (1146). Le château était bâti sur un plan carré de 30 mètres de côté environ et entouré de fossés large de 15 mètres. Détruit au XVe siècle par les Valaisans, il semble avoir été abandonné à partir de cette époque. Le site est aujourd'hui occupé par une villa.
À partir du XVe siècle, la famille occupa une maison forte, dite « château de Blonay », qui existe encore. Vendue par le baron de Blonay en 1876 à la famille Fleury, cette bâtisse connut ensuite diverses occupations avant de devenir la salle des fêtes après restauration en 1985. Saint François de Sales y séjourna en 1606. Le bâtiment, dont l'aspect extérieur est peu remarquable, comporte un escalier en pas de vis et une porte ogivale.
Le bâtiment qui est aujourd'hui affecté à l'école du chef-lieu a été inauguré en 1909. Il abritait alors l'école laïque, la mairie et la poste. En 2000 et 2001 l'ancien presbytère, construit avant 1628 et inoccupé depuis 1987, a été restauré et la mairie et la poste y ont été installées, libérant de l'espace pour l'école. Du presbytère reconverti n'ont été conservés que les murs et la charpente.

### Patrimoine religieux

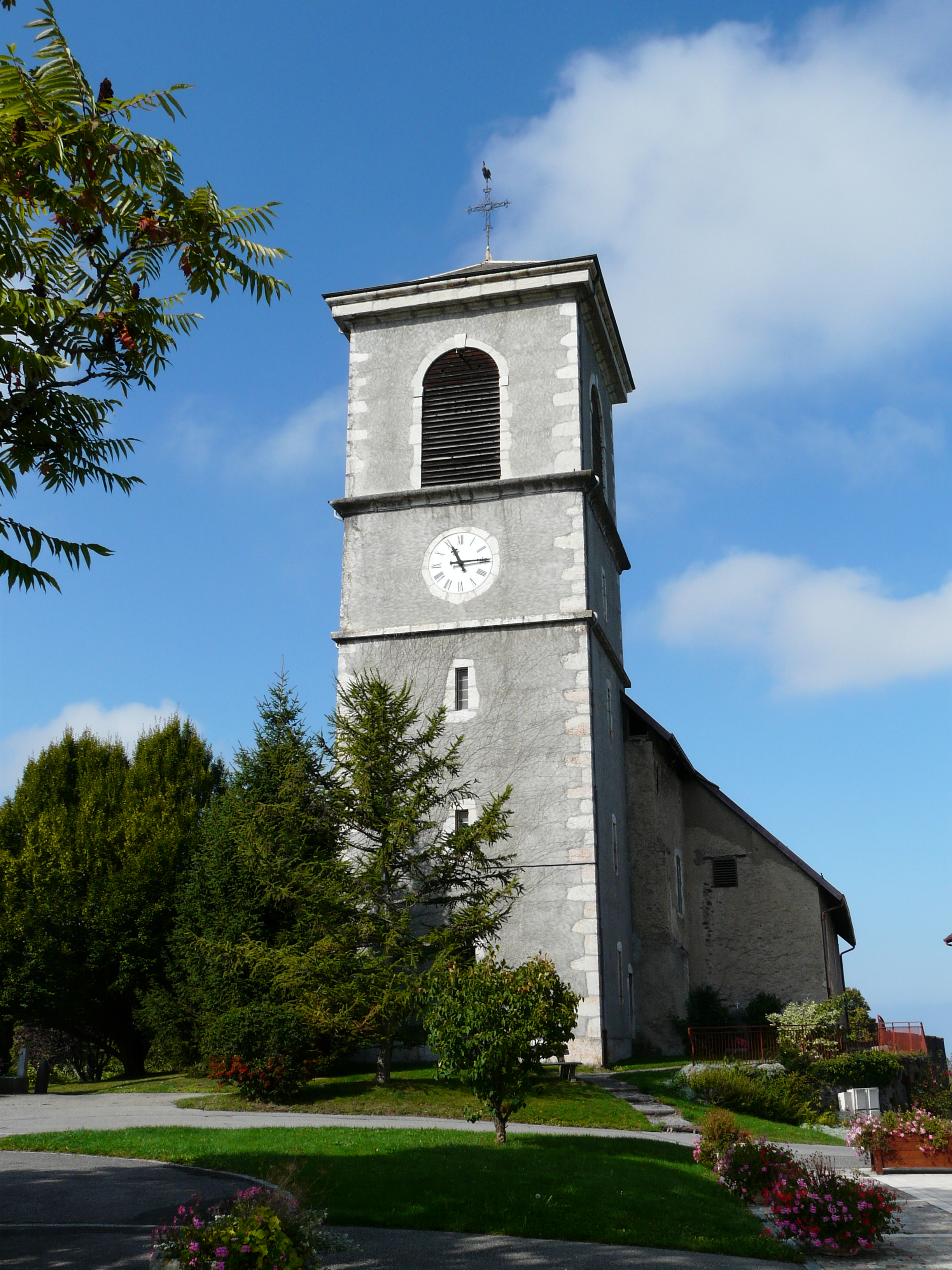
L'église de Saint-Paul avant la reconstruction du clocher à bulbe.

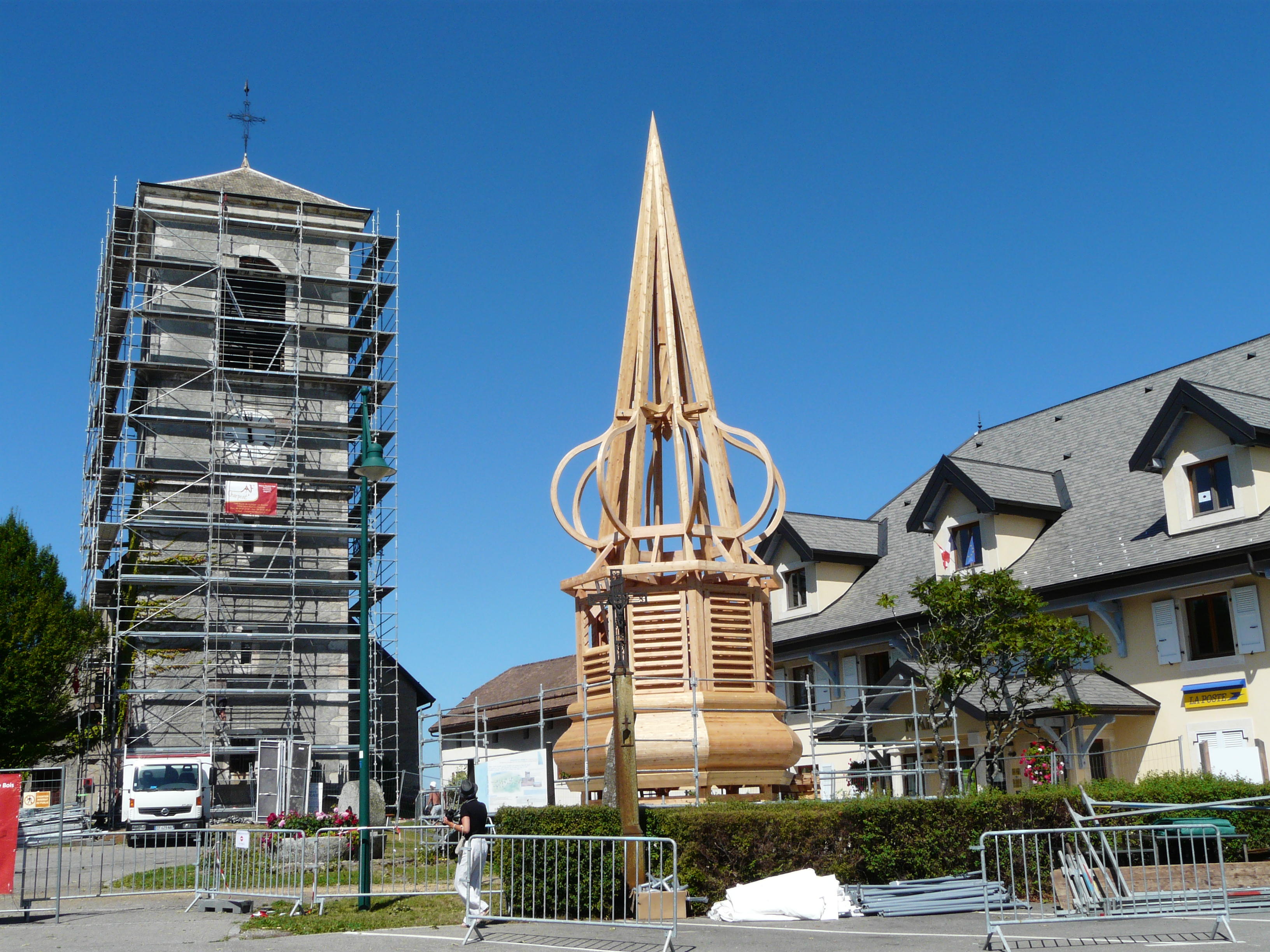
Construction de la charpente devant l'église et la mairie, août 2012.

Avant 1107 un prieuré de moines bénédictins est installé à Saint-Paul. En 1628, Saint-Paul est érigée en paroisse.
La « maison des sœurs », ou maison « Jeanne-Antide », voisine de l'église, abritait à l'origine le prieuré bénédictin. Le bâtiment fut fortement remanié aux XVIIe, XVIIIe et XIXe siècles. Il servit de cure de 1628 jusqu'à la construction du presbytère, puis abrita une école de filles des « Sœurs de la Charité de Besançon » à partir de 1821. En 1826 une pharmacie est ouverte une pharmacie qui restera en activité jusqu'en 1950, celle-ci est conservée en l'état aujourd'hui. Jeanne-Antide Thouret, fondatrice de l'ordre, y vécut au début du XIXe siècle. Le bâtiment est propriété de la commune depuis 1991 mais les religieuses y sont toujours présentes.
Une église dédiée à l'apôtre Paul est mentionnée au XIIIe siècle (Église de Saint-Paul-en-Chablais). Elle se composait d'une nef de trois travées et d'un chœur en hémicycle de style gothique. Le clocher s'élevait probablement sur le côté nord-est de l'église. Au XVIIIe siècle, l'église est agrandie de nefs latérales et le clocher est reconstruit près du chœur, là où il est encore aujourd'hui. La porte principale, ainsi que les retables du chœur et les chapelles latérales datent de la restauration sarde, soit d'après 1816. En 1906 le clocher à bulbe disparut dans un incendie causé par la foudre. L'église fut restaurée en 1979.
La reconstruction « à l'identique » du clocher à bulbe fait partie des projets soutenus par la municipalité élue en 2008. Les travaux ont débuté en août 2012 et se sont terminés en novembre. Le financement du projet, dont le coût s'élève à 210 000 euros, est assuré par des subventions à hauteur de 80 000 euros, et pour le reste par des legs ou dons privés. Tous les étés, des bénévoles assurent des visites du clocher, le clocher de Saint-Paul est le seul clocher à bulbe du Chablais accessible au public.
Une sculpture en bois représentant un christ en croix, non datée mais venant peut-être du Moyen Âge, a été retrouvée dans les années 1950 dans le clocher de l'église. Placée dans le chœur, elle est classée depuis le 20 mai 1959.
Il existe trois chapelles sur le territoire communal : celle de Notre-Dame-des-Sept-Douleurs à La Beunaz date de 1840 et est accompagnée de quatorze oratoires identiques qui représentent les stations du chemin de croix. Sa restauration date de 1970. La chapelle des Faverges, construite par les habitants du hameau en 1846, a été restaurée entre 1984 et 1986. Enfin la chapelle de Lyonnet, érigée à la suite du vœu d'une habitante du hameau, date de 1860. Tombée en ruines, elle a été restaurée à partir de 1993.
Saint-Paul compte aussi une douzaine d'oratoires érigés pour la plupart au XIXe siècle, mais dont le plus récent date de 1990, ainsi qu'une quinzaine de croix, érigées aux carrefours à l'occasion des missions décennales.

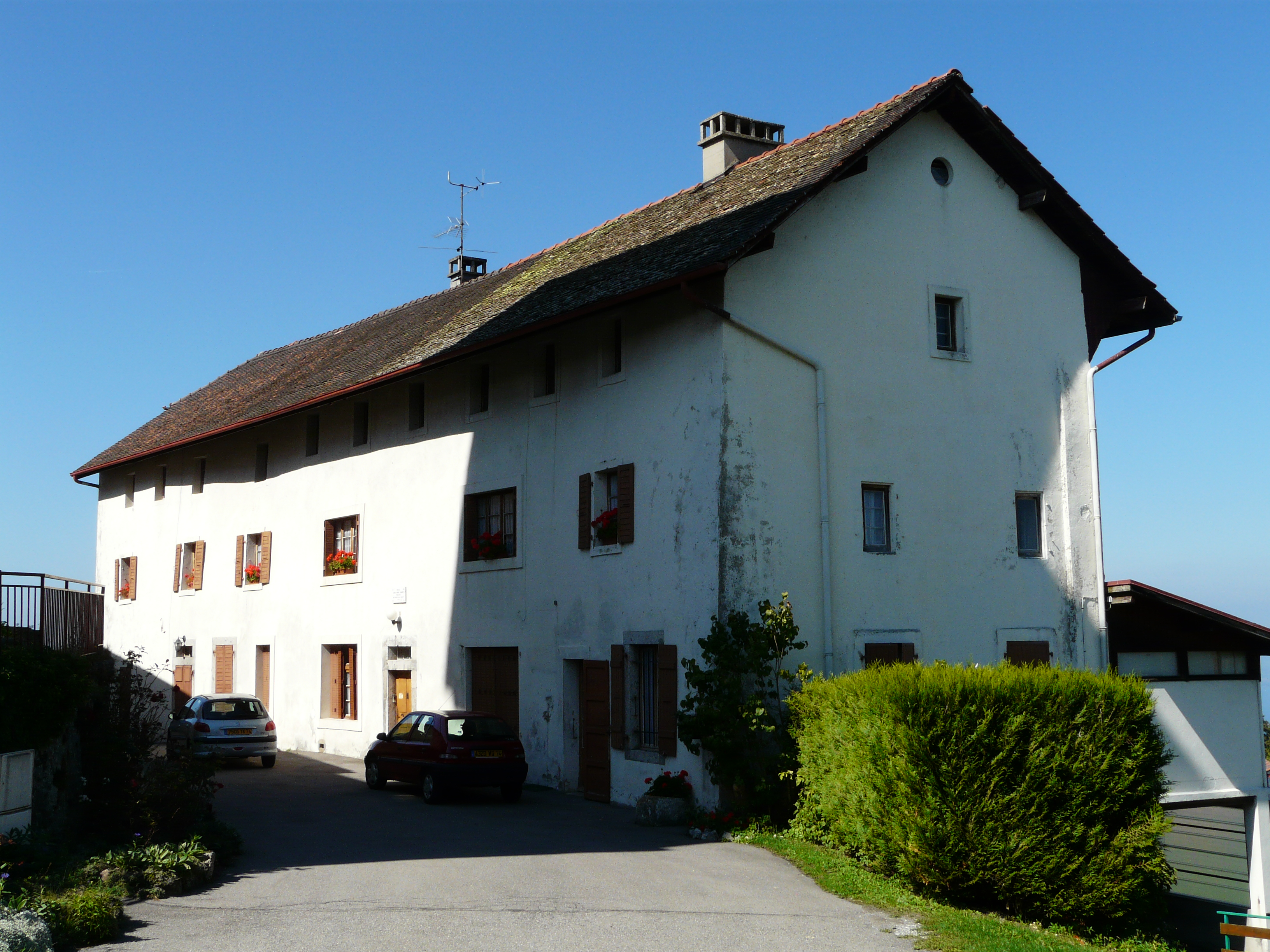
L'ancien prieuré, ou « maison des Sœurs », de Saint-Paul.
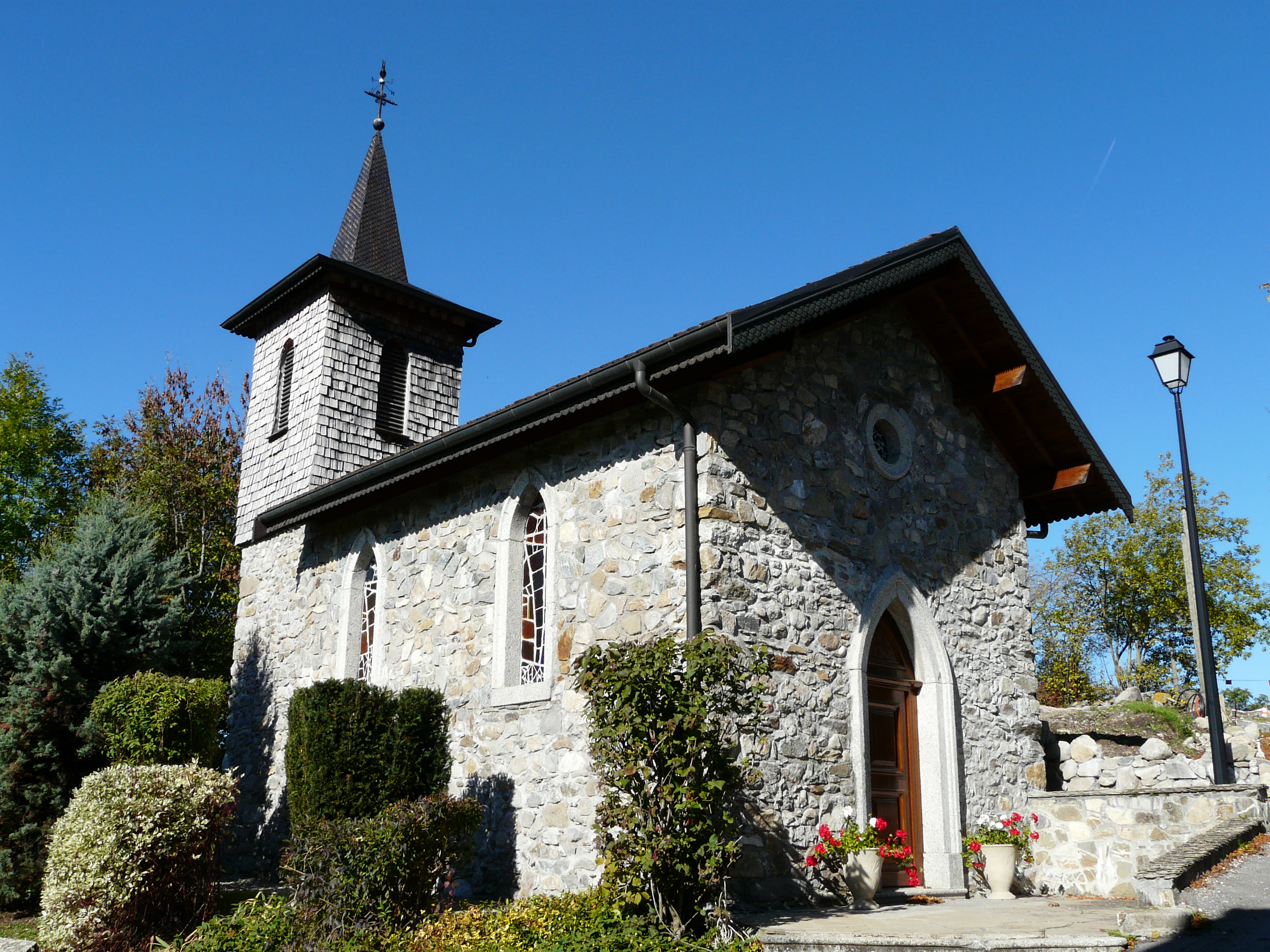
La chapelle de Lyonnet.
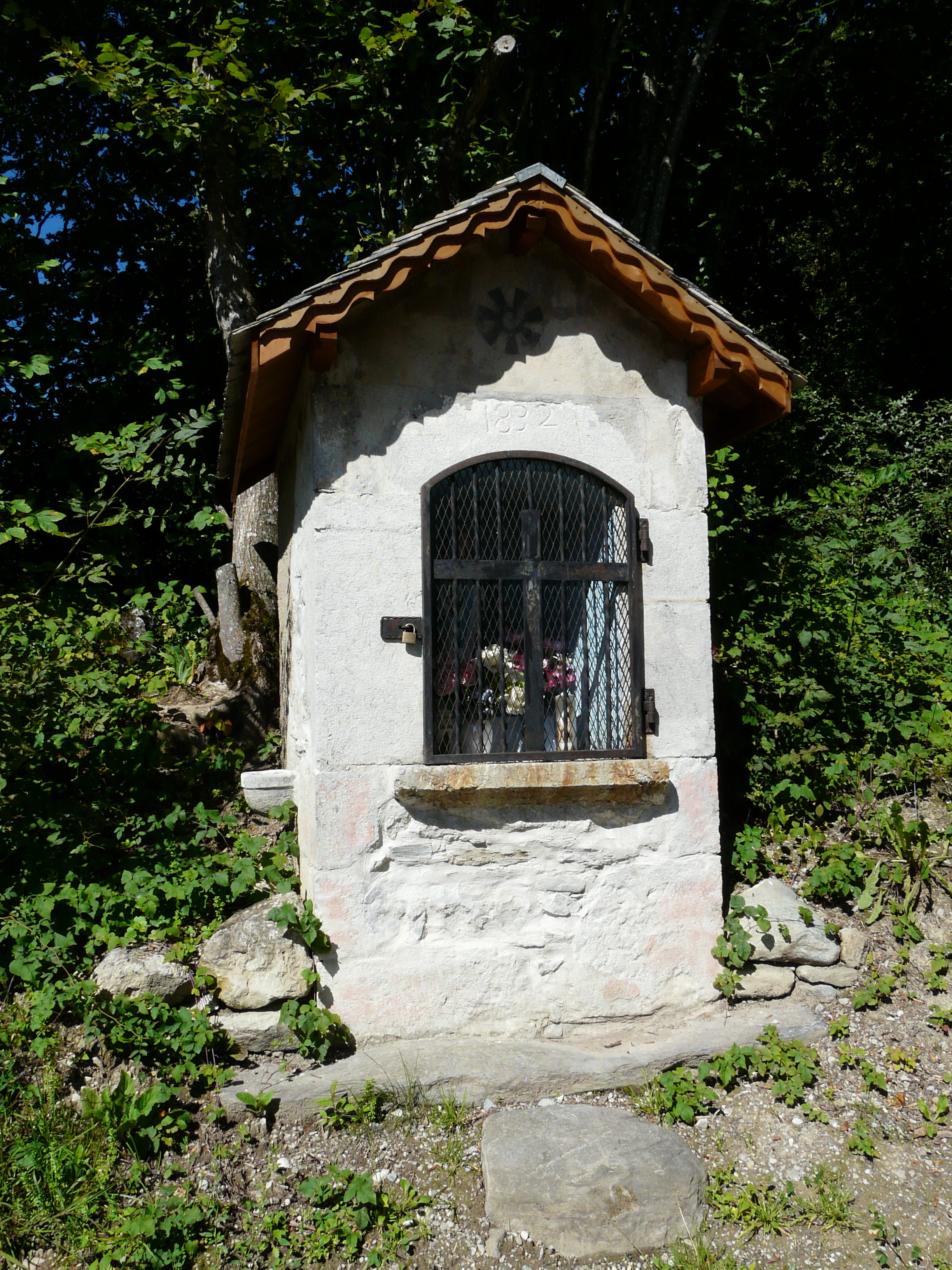
Oratoire au lieu-dit Chez Bochet.
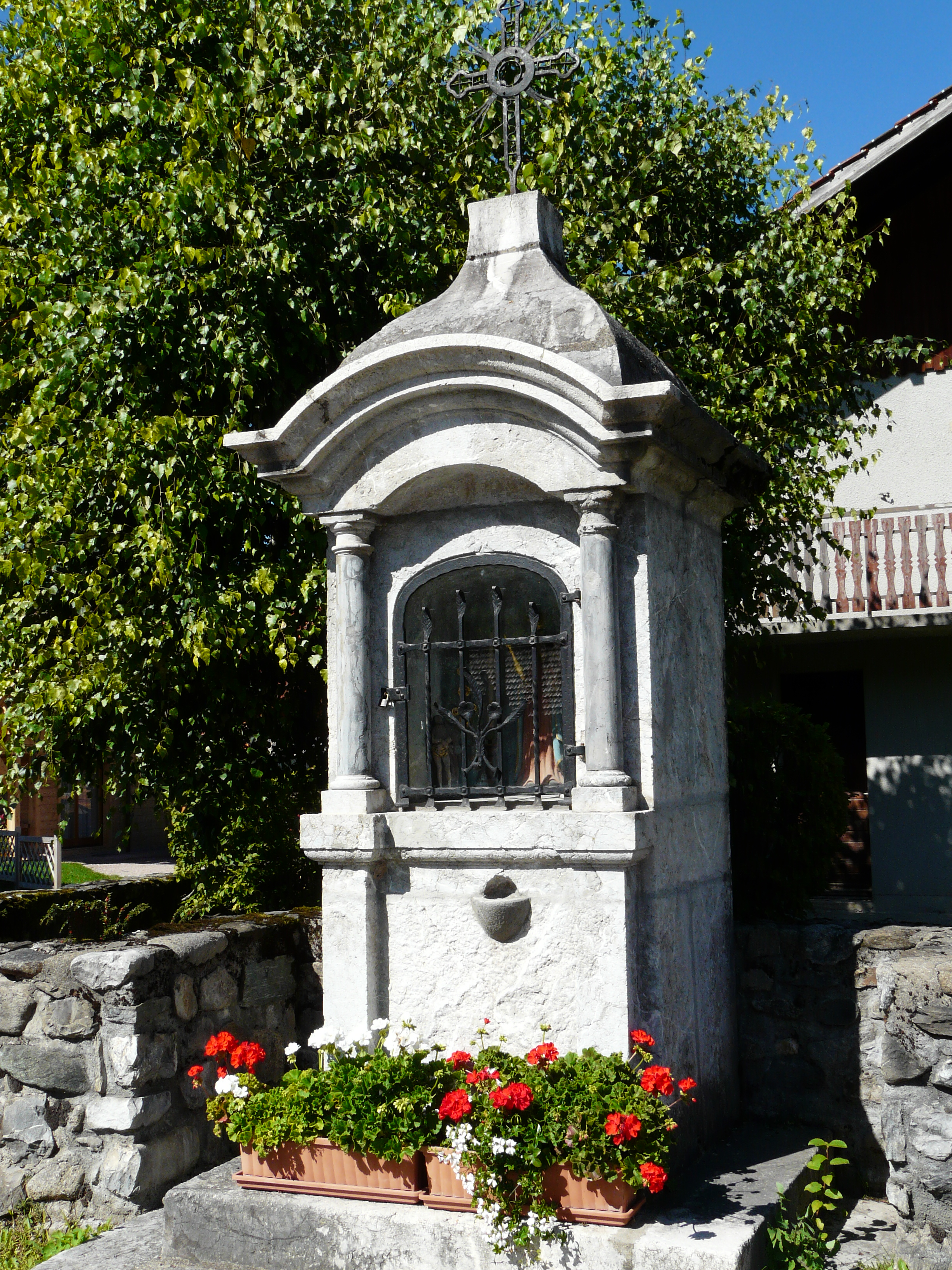
Oratoire au lieu-dit Les Faverges.
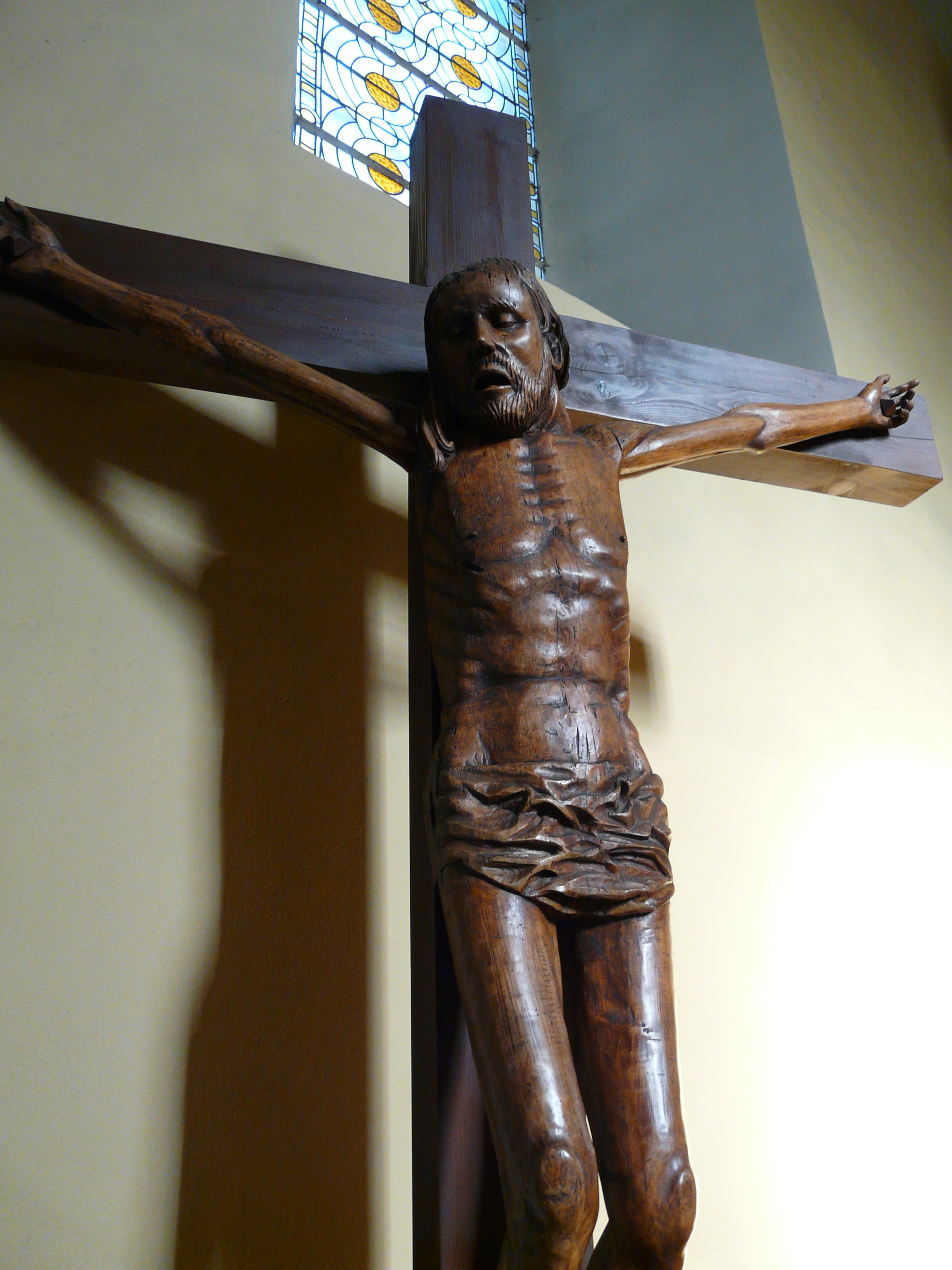
Christ en bois sculpté, église de Saint-Paul.

### Patrimoine culturel
Saint-Paul est située depuis 1991 dans la zone de production AOC du fromage d'Abondance. Il existe deux producteurs sur le territoire de la commune.
Le « Saint-Paul » est un autre fromage local. Apparenté au gruyère, il est produit uniquement par la ferme des Chalets d'Oche à Saint-Paul.

### Personnalités liées à la commune
- Famille de Blonay
  - Aymon de Blonay.
  - Pierre II de Blonay.
  - Claude de Blonay, abbé d'Abondance de 1550 à 1574.
  - Marie-Aimée de Blonay (1590 à Saint-Paul - 1649 à Annecy), religieuse de l'ordre de la Visitation à l'invitation de François de Sales, deuxième supérieure de la Visitation d'Annecy.
  - Joseph-Emmanuel de Blonay, abbé d'Aulps de 1750 à 1764.
- Thérèse Bartholémot (1791-1864), sœur Victoire en religion, supérieure provinciale des sœurs de la Charité de Jeanne-Antide Thouret, créatrice de la fondation à Saint-Paul-en-Chablais où elle réside de 1821 à 1841 et à partir de 1861 jusqu'à sa mort.
- Jean Bernex (1893-1947), natif, député et résistant.
- André Cazaumayou, dit Caza (1911-2003), sportif, journaliste-caricaturiste, créateur de la plage du lac de La Beunaz à Saint-Paul-en-Chablais.

### Héraldique, logotype
| Armes de Saint-Paul-en-Chablais | Les armes de Saint-Paul-en-Chablais se blasonnent ainsi : Palé d'or et de gueules à une épée d'argent brochant en bande sur le tout. On sait très peu de chose sur ce blason. |

| Logotype de Saint-Paul-en-Chablais | Le logotype de Saint-Paul-en-Chablais, renouvelé en 2013 avec le clocher à bulbe, symbolise les éléments principaux du paysage de la commune : la Dent d'Oche qui culmine à 2 222 m (figurée par une ligne bleue) et le Mont Bénand (figuré par une ligne verte), le chef-lieu du village autour de son église, et le lac Léman. |

## Pour approfondir

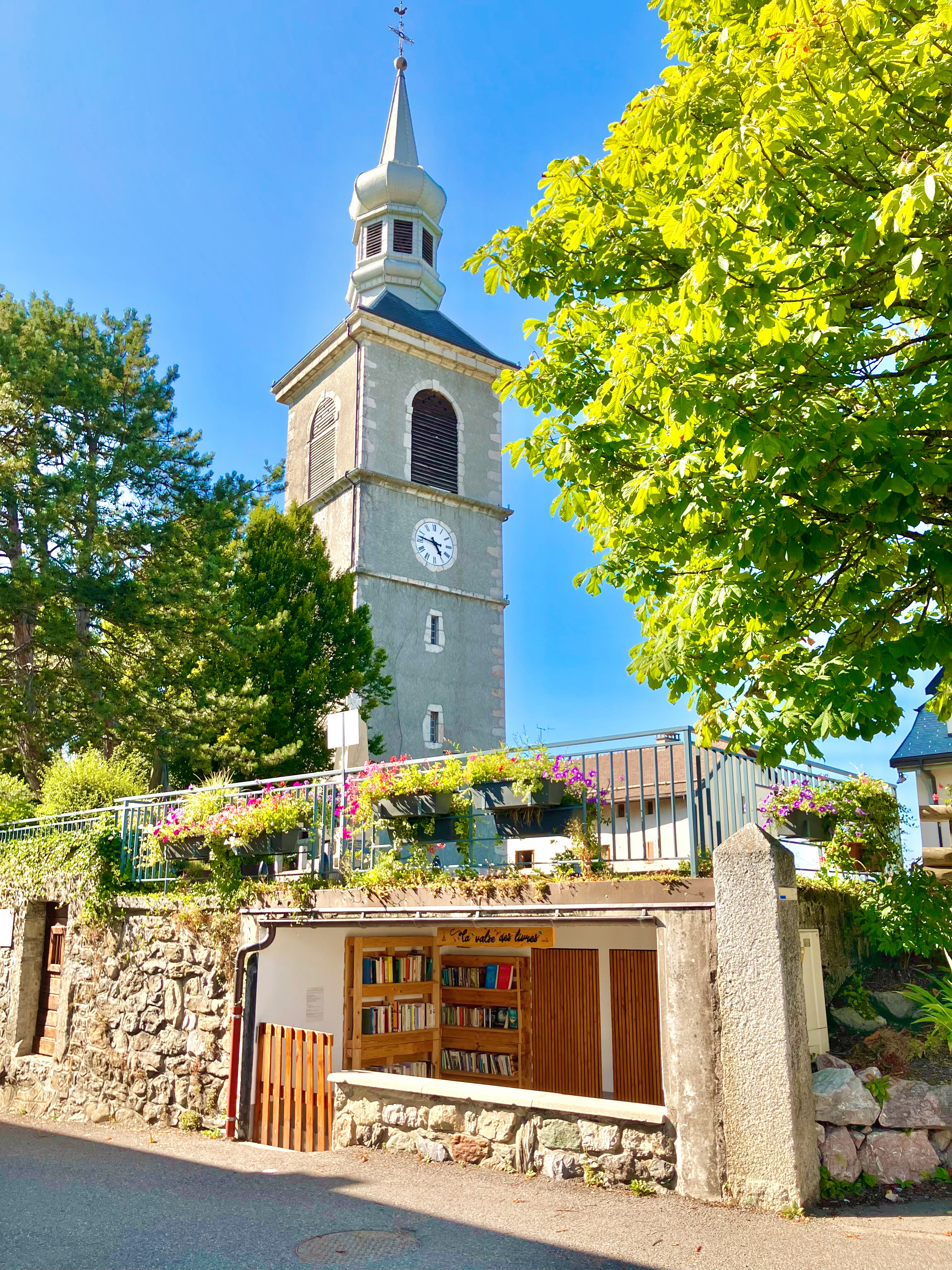
La bibliothèque d'échanges « La Valse des Livres » de Saint-Paul, avec le clocher à bulbe de l’église de la Conversion de Saint Paul.

#### Liens vers le site de l'INSEE
- « Bases de données : Commune de Saint-Paul-en-Chablais (74249), Département de la Haute-Savoie (74) », sur le site de l'INSEE - www.insee.fr (consulté le 1er janvier 2014).
  - [PDF] « Saint-Paul-en-Chablais (74083 - Commune), Chiffres clés - « Évolution et structure de la population » », sur le site de l'INSEE - www.insee.fr (consulté en août 2014), p. 18  (Chiffres de 2011, mise à jour le 28 juin 2012).
  - « Bases de données : Commune de Saint-Paul-en-Chablais (74249), Département de la Haute-Savoie (74) - « Chiffres clés Évolution et structure de la population » », sur le site de l'INSEE - www.insee.fr (consulté en août 2014) (Chiffres de 2009).